# América
América es el segundo continente más grande de la Tierra, después de Asia. Ocupa la gran parte del hemisferio occidental del planeta. Se extiende desde el océano Ártico por el norte hasta las islas Diego Ramírez por el sur, en la confluencia de los océanos Atlántico y Pacífico, los cuales a su vez delimitan al continente por el este y el oeste, respectivamente. Con una superficie de más de 43 316 000 km², es la segunda masa de tierra más grande del globo (la primera es la parte no insular de Eurafrasia), cubriendo el 8 % de la superficie total del planeta y el 28.4 % de la tierra emergida, y además concentrando cerca del 12.5 % de la población humana.
Debido a su gran tamaño y sus características geográficas, en algunas culturas, América se divide tradicionalmente en cuatro regiones continentales: América del Norte, América Central, las islas del Caribe y América del Sur. Aunque algunos geógrafos consideran a América Central y el Caribe como una subregión dentro de América del Norte. Atendiendo a sus características culturales, se distinguen América Anglosajona y América Latina.
América fue poblada desde el Asia oriental y evolucionó durante decenas de miles de años sin tener contacto con otros continentes, estableciéndose diversas culturas a lo largo de todo su territorio y generando sus propias revoluciones neolíticas. A partir de la llegada de los españoles en 1492, el continente estableció un intercambio social y ecológico significativo con Eurafrasia. Al principio fue una colonización por más de trescientos años en seis imperios europeos repartidos uno a lo otro, y de 1776 hasta a lo largo de los siglos siglo XIX y siglo XX la gran mayoría de sus territorios fueron descolonizados en relación a las guerras napoleónicas. 
Con una población de más de mil millones de personas, América tiene treinta y cinco países independientes, y veinticinco territorios dependientes de cinco países: Estados Unidos, Reino Unido, Dinamarca, Francia y Países Bajos. Y las ocho megaciudades de América están en la Ciudad de México, Ciudad de Nueva York, São Paulo, Los Ángeles, Río de Janeiro, Buenos Aires, Lima y Bogotá.

## Toponimia

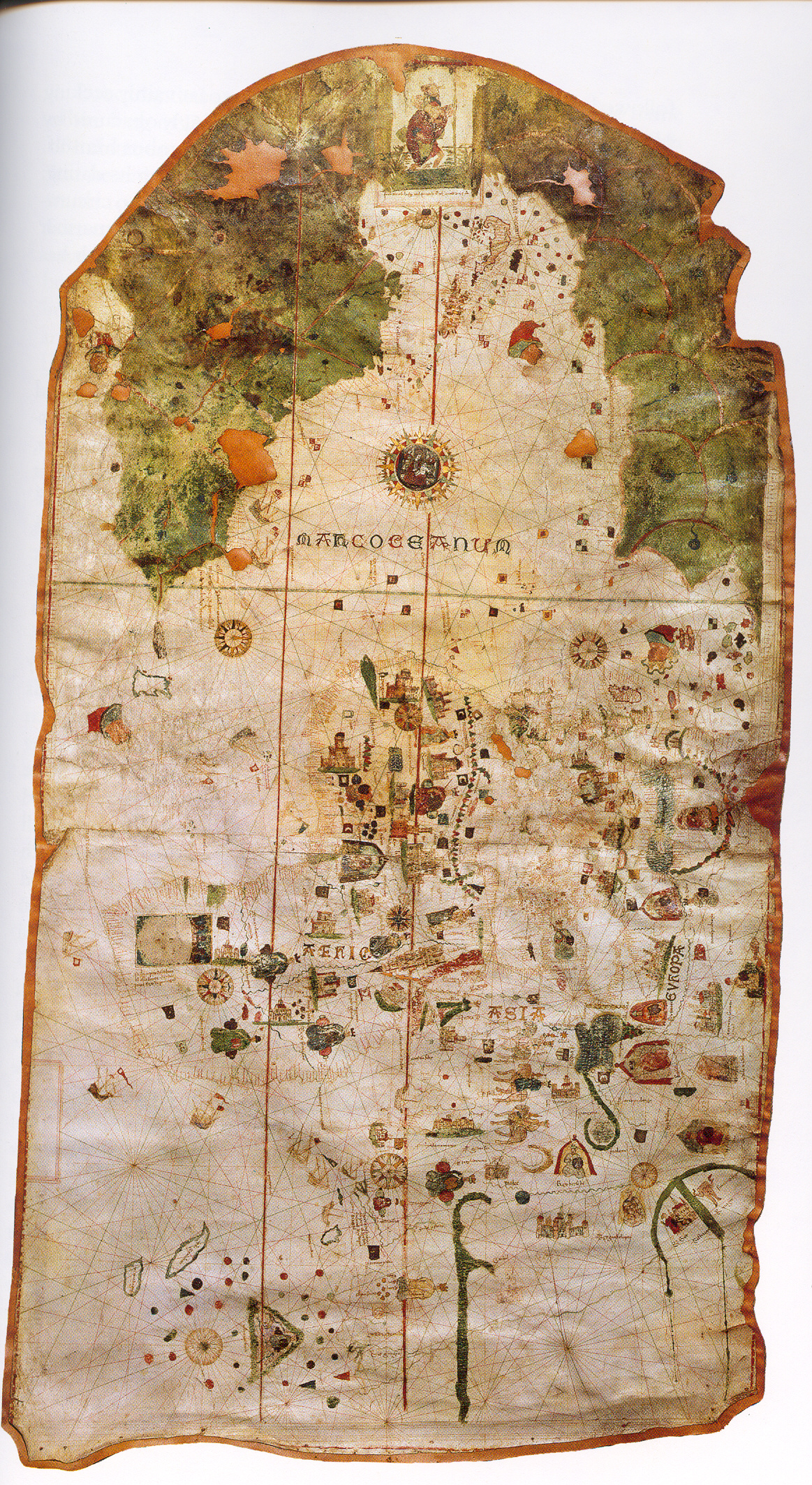
Mapa de Juan de la Cosa (1500), fue el primer Mapamundi que contiene una representación del nuevo continente.

Universalis Cosmographia, de Martín Waldseemüller (1507), fue el primer Mapamundi en denominar «América» a las nuevas tierras descubiertas. El mapa cartografía el océano Pacífico y el istmo centroamericano antes del «descubrimiento» atribuido a Balboa en 1513. El mapa es conocido como el Certificado de Nacimiento de América y se encuentra en la Galería de Tesoros de la Biblioteca del Congreso de los Estados Unidos.

En castellano, el macrotopónimo más usado para este continente es América. La forma plural Américas no está desaconsejada por la Asociación de Academias de la Lengua Española.  El gentilicio estándar en español es americano. Al respecto, la ASALE, en su «Diccionario panhispánico de dudas», recomienda evitar el uso de «americano» como sinónimo de «estadounidense».
El nombre Nuevo Mundo para este continente está actualmente restringido al lenguaje académico, especialmente en materias de historia o biología.[cita requerida] El nombre colonial Indias Occidentales ha pasado a ser desusado para referir a todo el continente, solamente utilizado en textos historiográficos para hablar de ese periodo histórico, aunque algunos lo usan modernamente para referir exclusivamente a las islas del Caribe.  Por su parte, algunos movimientos indigenistas o indianistas utilizan en español neologismos adaptados de términos indígenas para llamar al continente, especialmente Abya Yala.

### América
En 1507, por primera vez se utiliza el nombre de «América» en un mapa, tal como descubrió Alexander von Humboldt para denominar lo que hoy se conoce como América del sur en el mapa de Waldseemüller. Generalmente se acepta que el nombre deriva del navegante y cosmógrafo florentino Américo Vespucio (1454-1512), para referirse a las costas de la actual Sudamérica, consideradas como un Nuevo Mundo desconocido por los antiguos. Vespucio, navegante de origen florentino que realizó algún viaje al servicio de España, fue probablemente el primer europeo en sugerir que esas tierras eran en realidad un continente nuevo y no parte de Asia como pensaba Cristóbal Colón. Más tarde Gerardus Mercator en su mapa de 1538 extendería el nombre a todo el continente, y este topónimo se aplicó al resto del continente.
La primera vez que se utilizó el nombre «América» en Europa para designar las tierras a las que llegó Colón fue en un tratado titulado Cosmographiae Introductio, redactado por Mathias Ringmann y otros para acompañar al planisferio mural Universalis Cosmographia, dibujado por el cartógrafo alemán Martín Waldseemüller en Saint-Dié-des-Vosges (noreste de Francia), en dicho mapa el nombre «América» aparecía sobre América del Sur, todavía separada de América del Norte por un estrecho paso interoceánico. Más tarde Gerardus Mercator en su mapa de 1538 extendería el nombre a todo el continente. El continente aparecía rodeado por el mar y perfectamente diferenciado de Asia, con banderas castellanas y leyendas que indicaban que aquellas tierras habían sido descubiertas per mandatum regis Castelle. En el texto se corregían las concepciones ptolemaicas incorporando los descubrimientos de españoles y portugueses, y titulaba al nuevo continente América en honor a Américo Vespucio a quien tanto el tratado como el mapa atribuían el descubrimiento. Siguiendo la línea de los otros continentes con nombre femenino, se latinizó el nombre del explorador y se feminizó, resultando América.
Gracias al desarrollo de la imprenta, las denominaciones de Waldseemüller se divulgaron rápidamente en los círculos científicos de Europa.

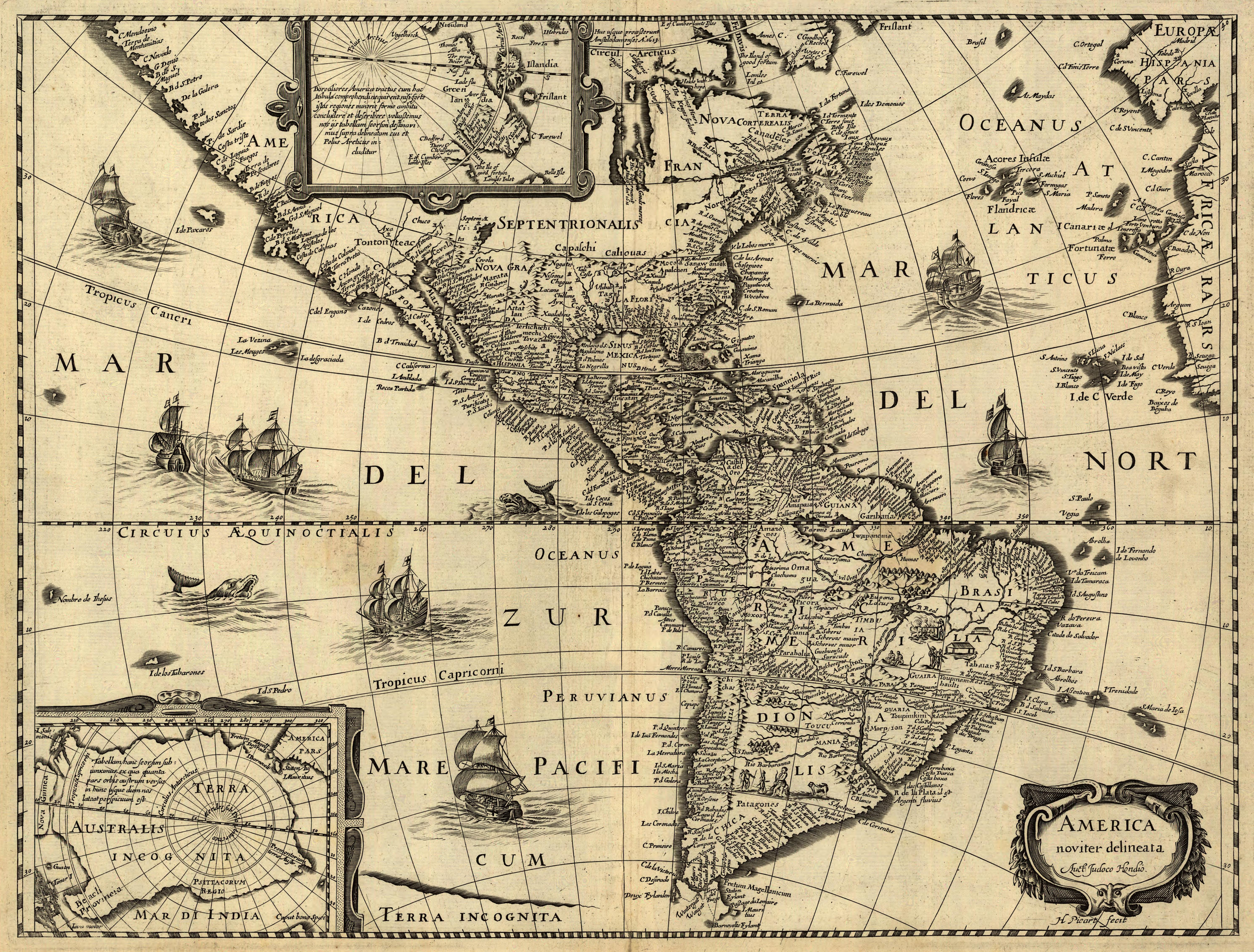
Mapa de América por el cartógrafo Jodocus Hondius, realizado c. 1640

Para referirse a las islas y toda la masa continental del hemisferio occidental, el geógrafo de origen flamenco Gerardus Mercator usó la misma palabra América por primera vez en sus trabajos cartográficos con un mapa del mundo editado en el año 1538. Por otro lado, la Monarquía Española denominó jurídicamente a sus posesiones americanas como Reinos castellanos de Indias. La Corona británica las llamó Indias Occidentales.

#### Etimología deAmérico
En cuanto al nombre Américo, en italiano Amerigo, es una variante del nombre germánico Emmerich, de etimología incierta. Su segundo lexema ric, «poder», es común a otros nombres y no plantea dudas: El primer elemento puede ser ermen «entero», en este caso sería una forma de Ermenrico, «el poderoso» o bien, amal «trabajo», una variante de Amalarico, «poderoso en su trabajo» o, incluso heim, «hogar», «patria», en cuyo caso es otra forma del nombre Enrique, «el jefe del hogar» (o «de la patria»).

#### Otras hipótesis
Se han propuesto otros orígenes para el nombre América, pero carecen de evidencia y resultan improbables desde el punto de vista histórico o filológico.
Las dos hipótesis más difundidas son que el nombre proviene de un mercader de Bristol, Richard Ap Meryk, o Amerike, es decir «el hijo de Meurig», quien habría financiado el viaje de Juan Caboto, a Terranova en 1497 o de una región llamada Amerrique, originalmente Amerristiquiqque «lugar de viento» en la lengua mayense de la región, ubicada en el interior de la actual Nicaragua, la cual poseía grandes recursos de oro que habrían descubierto tanto Colón como Américo Vespucio, y que incluso este último habría cambiado su nombre en honor a dicha zona ya que dicho nombre no figura en ningún registro antes del año 1500.
La creencia de que Richard Amerike fue uno de los principales financiadores del viaje de Caboto se difundió desde finales del siglo XX, sin embargo no existe ninguna evidencia en tal sentido. Por el contrario, la investigación actual no posee un solo dato que lo relacione con el viaje o el barco de Caboto.
En cuanto al nombre Amerrisque, parece ser posterior al mapa de Waldseemüller, no habiendo registro del mismo hasta el siglo XIX.

### En otros idiomas

#### En lenguas amerindias
Los indígenas americanos carecieron de un nombre para el continente, modernamente se han reivindicado antiguos nombres nativos como denominaciones autóctonas, entre ellos el mencionado Amerrisque en lengua quiché Abya Yala, usado por la etnia Kuna y Cem Ānáhuac por los aztecas. Algunos grupos hispanohablantes, sobre todo vinculados a movimientos pro derechos indígenas, utilizan hoy en día preferentemente Abya Yala por sobre América.

#### El caso del idioma inglés
Desde el siglo XVIII en la literatura y la prensa de habla inglesa, comenzó a ser usado para designar a las Trece Colonias británicas de América y, desde 1776, a los Estados Unidos de América. En inglés es frecuente distinguir entre America, la mencionada nación estadounidense, y The Americas (plural), el continente en su conjunto. Esta distinción ha ido ganando usuarios en otras lenguas del mundo, por calco semántico, incluso en español.

## Historia

Mapa de las primeras migraciones humanas en función de la Teoría de la Emigración Africana.
Homo sapiens
Neandertales
Primeros homínidos

Hasta las últimas décadas predominaba la teoría del poblamiento tardío que sostiene que el ser humano llegó a América desde Siberia hace unos 12-14 mil años ingresando a través del Puente de Beringia durante las glaciaciones wurmienses. Sin embargo, más recientemente científicos de distintas áreas han cuestionado cada vez con mayores evidencias la teoría anterior dando forma a una nueva teoría del poblamiento temprano que sostiene no solo un poblamiento muy anterior (probablemente entre 20 000 y 50 000 años a. C.), sino la utilización de otras rutas alternativas a Beringia para ingresar desde Siberia, Mongolia e incluso otros lugares de origen.
En América se produjeron dos revoluciones neolíticas independientes de las sucedidas en África y Asia; una en Mesoamérica alrededor del año 8000 a. C., y otra en la región andina de Sudamérica en el 3500 a. C. Entre el 4000 y el 3000 a. C. se formaron los grandes grupos lingüísticos indoamericanos.

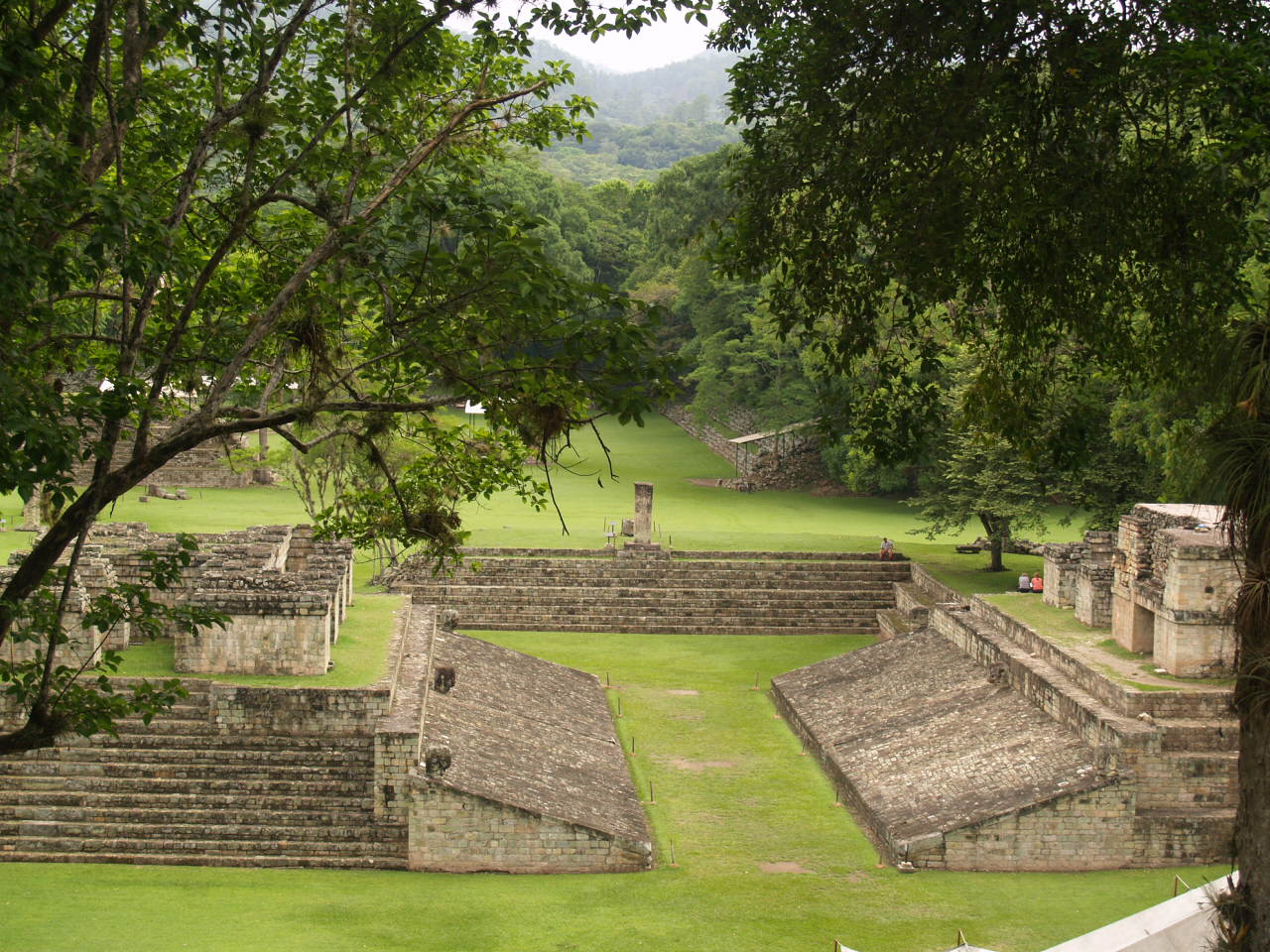
Juego de Pelota Maya en Copán, República de Honduras.

En América se desarrollaron importantes civilizaciones, como Caral (la civilización más antigua de América, la cual se desarrolló en la zona central de Perú), los anasazi, los indios pueblo, quimbaya, nazca, chimú, chavín, paracas, moche, huari, lima, zapoteca, mixteca, totonaca, tolteca, olmeca y chibcha, y las avanzadas civilizaciones correspondientes a los imperios de Teotihuacán, Tiahuanaco, maya, azteca e inca, entre muchos otros.

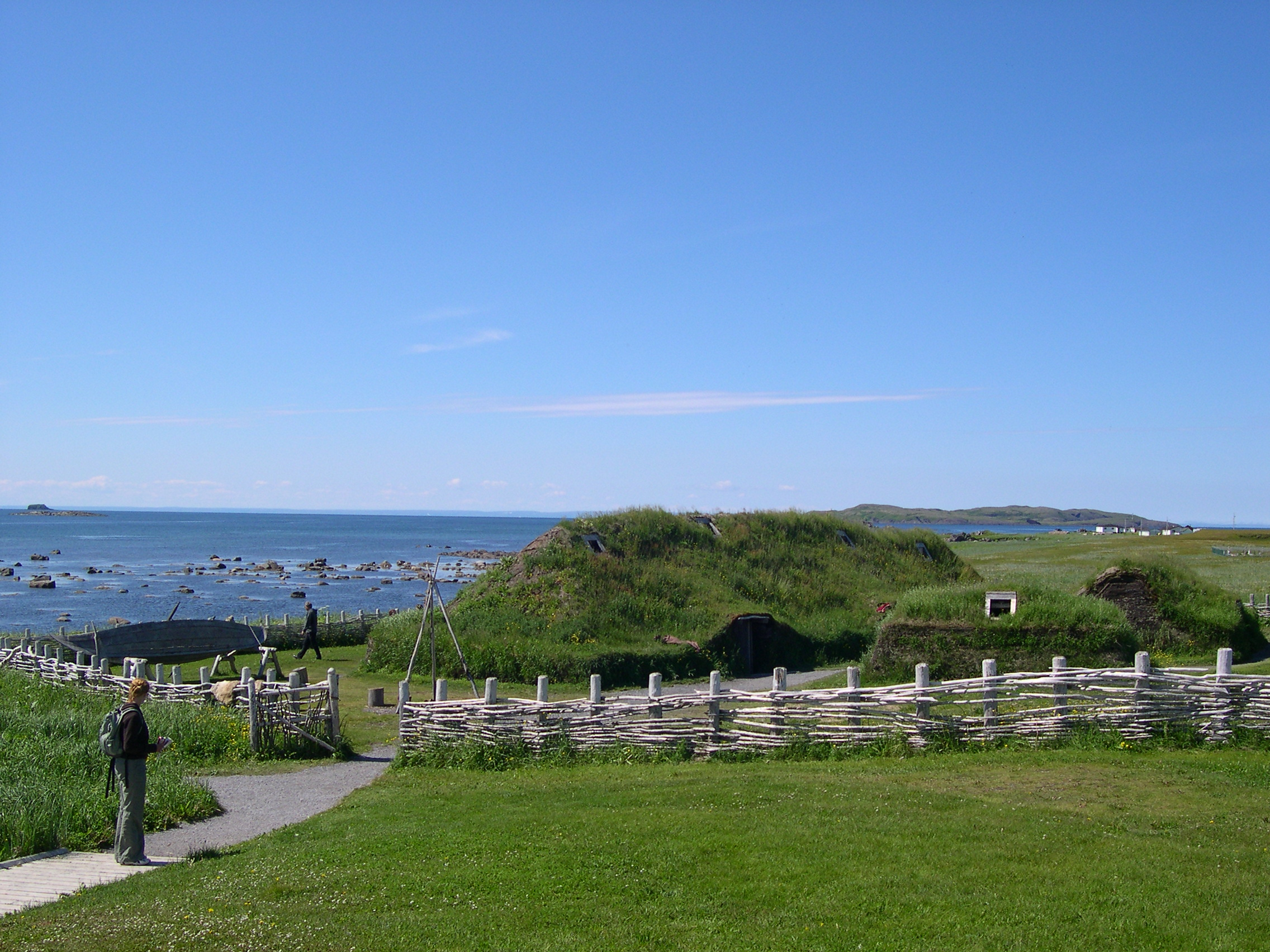
Poblado vikingo de L'Anse aux Meadows (Terranova, Canadá), descubierto en 1960 y declarado Patrimonio de la Humanidad por la Unesco.

Existen constancias de la llegada y asentamiento de la cultura vikinga en L'Anse aux Meadows, en la actual Terranova alrededor del año 1000. Fue la primera proveniente del actual territorio europeo, aunque existen teorías que sostienen presencia anterior. Erik el Rojo habría establecido las primeras colonias en Groenlandia en el año 985.

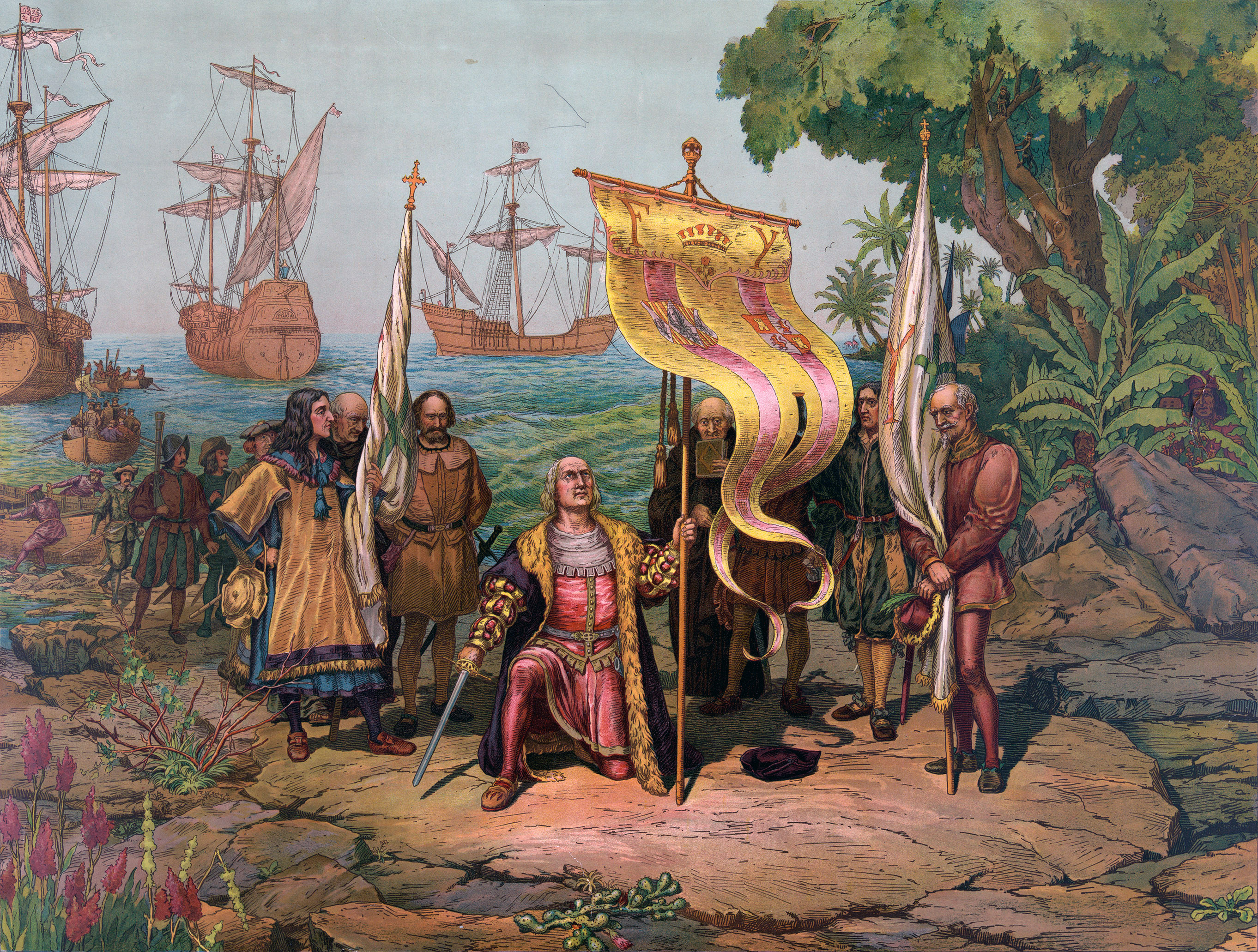
Cristóbal Colón toma posesión de la isla Guanahani.

A partir de la llegada de Cristóbal Colón, la introducción de nuevas enfermedades como la viruela produjo una catástrofe demográfica que algunos investigadores estiman hasta la muerte de un 93 % de la población. En ese marco, algunos imperios europeos conquistaron y colonizaron una parte del continente ocupada por culturas y civilizaciones ya asentadas. España derrotó a las grandes civilizaciones Azteca e Inca y estableció su Imperio a lo largo de toda la costa del Pacífico y la cuenca del Río de la Plata, mientras Portugal colonizaría la franja costera de lo que hoy es Brasil. Francia estableció algunas colonias en la franja costera atlántica desde la actual Canadá hasta el norte de Brasil. El Reino Unido se estableció en la costa oriental de Norteamérica y en algunos sectores de la costa caribeña. Países Bajos y Dinamarca establecieron colonias en pequeñas islas del Caribe y Rusia finalmente conquistó la zona de Alaska. Los jesuitas organizaron en la región del Alto Paraná una red de misiones-ciudades, habitadas exclusivamente por sacerdotes e indígenas guaraníes con uso exclusivo del idioma guaraní, de gran autonomía, que fueron consideradas como un Estado dentro del Imperio Español.

Imperios español y portugués en 1790.

Hay que señalar también que la conquista europea fue rechazada en diversas partes del continente. Varios pueblos originarios resistieron exitosamente las invasiones europeas sobre vastos territorios, y mantuvieron el dominio sobre ellos hasta fines del siglo XIX. La Araucanía, la Patagonia, la llanura pampeana, el Mato Grosso, la región Amazónica y las grandes praderas del oeste norteamericano, permanecieron bajo el dominio de naciones como la Mapuche, Uros, Het, Ranquel, Wichí, qom, amazónicos, algonquinos, Hopi, Comanche, Inuit, etc.
Las enfermedades introducidas por los europeos, como la viruela, causaron la mortandad masiva de las poblaciones originarias y un colapso demográfico que según algunos investigadores superó el 90 % de la población total.

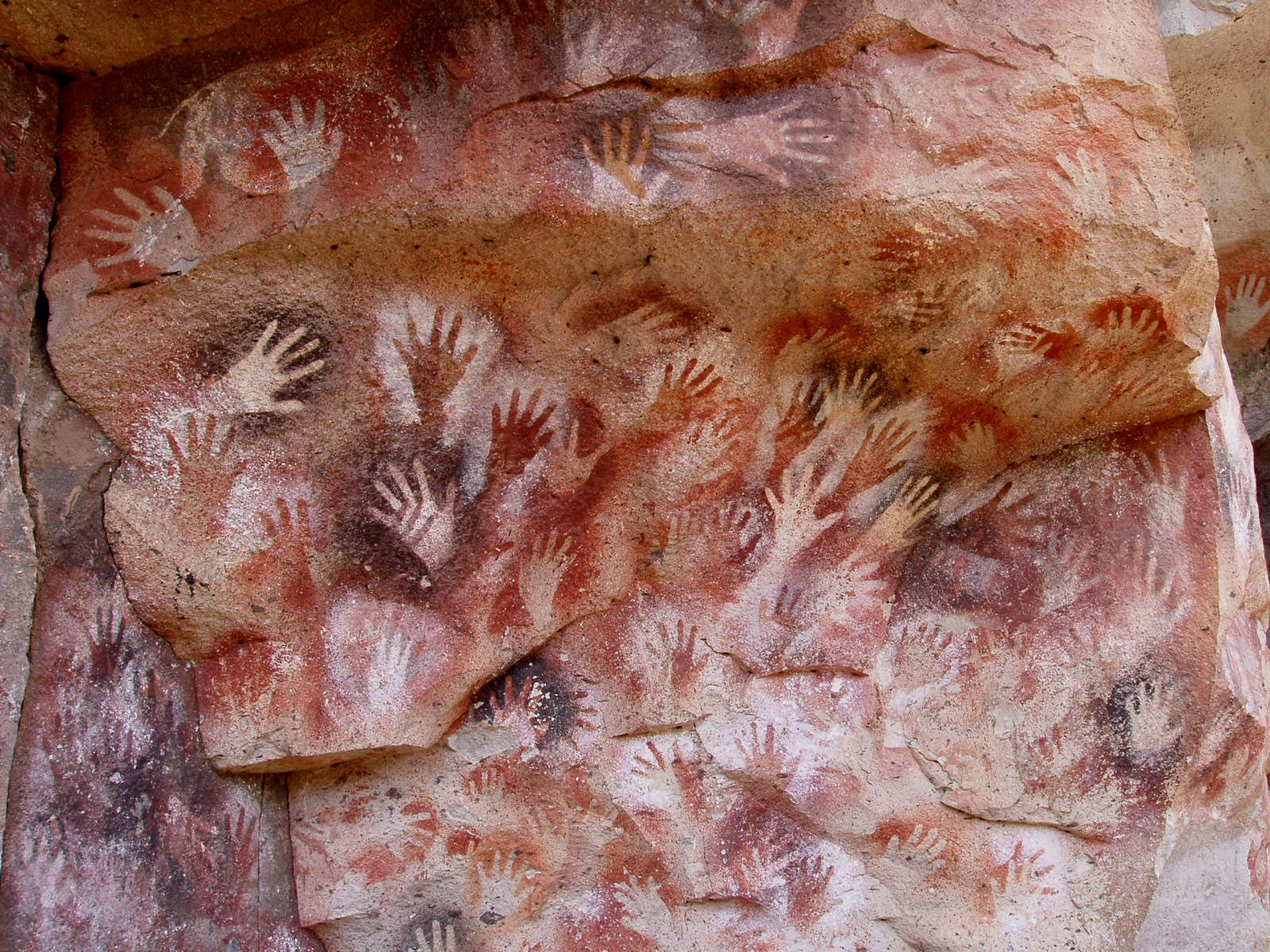
Pinturas rupestres de la Cueva de las Manos, Santa Cruz, Argentina. Estas pinturas rupestres, fechadas en el 7350 a. C., se encuentran entre las expresiones artísticas más antiguas de América.

También se instalaron en América del Sur repúblicas de pueblos de origen africano que lograron huir de la esclavitud a la que habían sido reducidos por los portugueses, como el Quilombo de los Palmares o el Quilombo de Macaco.

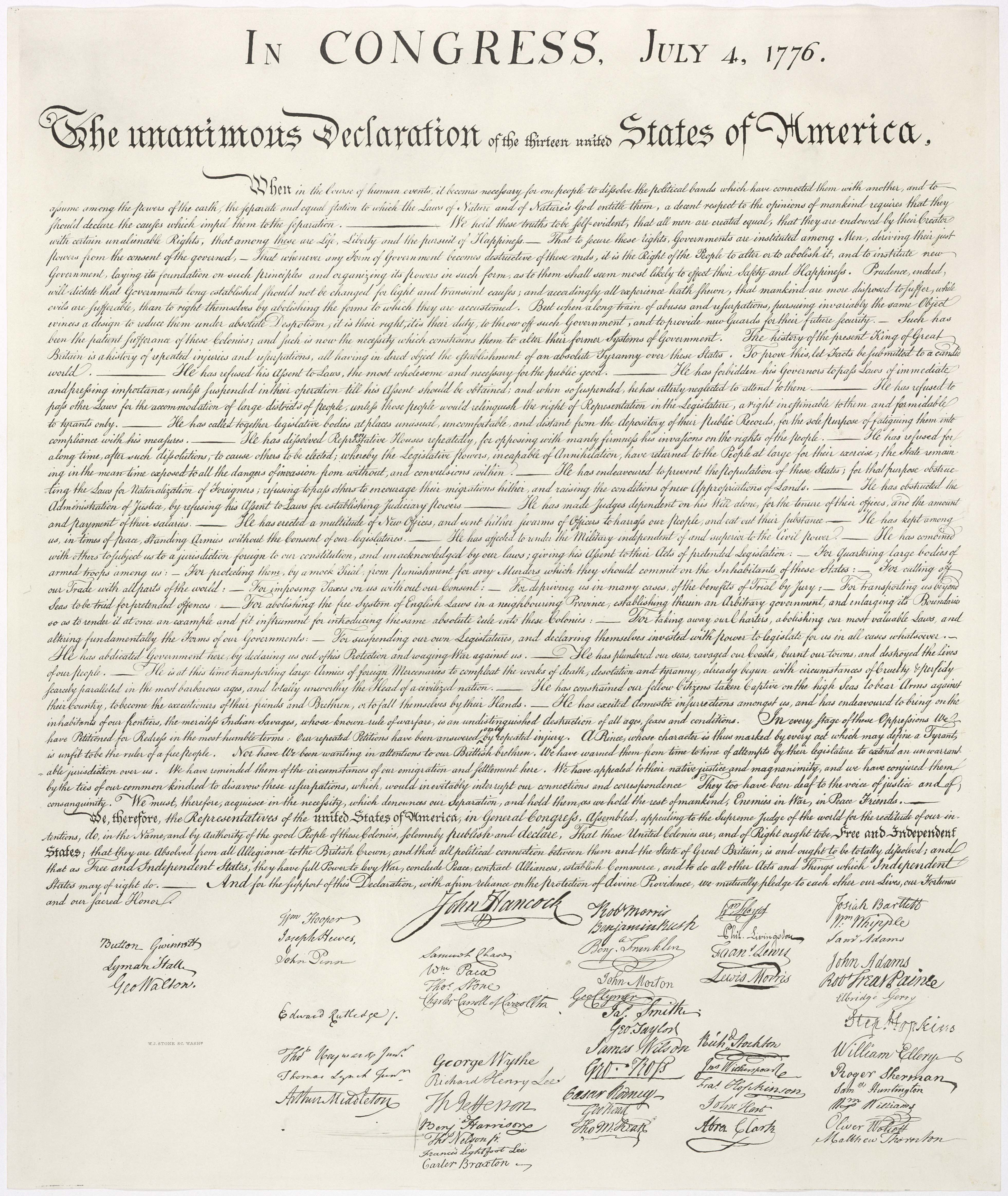
Declaración de Independencia de los Estados Unidos. Abrió camino al fin del colonialismo.

Después de tres siglos de dominio colonial, los pueblos americanos comenzaron a declarar su independencia reclamando su derecho para organizarse como estados nacionales, enfrentando militarmente a las potencias europeas, abriendo de ese modo el proceso mundial de descolonización. Las primeras en hacerlo fueron las Trece Colonias británicas mediante la Revolución estadounidense que dio origen a los Estados Unidos de América, en 1776, organizando un nuevo tipo de sociedad a partir de conceptos políticos novedosos como independencia, constitución, federalismo y derechos del Hombre.
En 1804, los esclavos de origen africano de Haití se sublevaron contra los colonos franceses, declarando la independencia de este país y creando el primer estado moderno con gobernantes afroamericanos.
A partir de 1809, los pueblos bajo dominio de España llevaron adelante una Guerra de Independencia Hispanoamericana, de alcance continental, que llevó, después de complejos procesos, al surgimiento de varias naciones: Argentina, Bolivia, Colombia, Costa Rica, Panamá, Chile, Ecuador, El Salvador, Guatemala, Honduras, México, Nicaragua, Paraguay, Perú, Uruguay y Venezuela. En 1844 y 1898 el proceso se completaría con la independencia de República Dominicana y Cuba, respectivamente.
En 1816, se conformó un enorme estado independiente sudamericano, denominado Gran Colombia, y que abarcó los territorios de los actuales Panamá, Colombia, Venezuela y Ecuador y zonas de Brasil, Costa Rica, Guyana, Honduras, Nicaragua y Perú. La República se disolvió en 1830.
En 1822, Brasil se organizó como monarquía independiente, el Imperio del Brasil, al disolverse el Reino Unido de Portugal, Brasil y Algarve, hasta 1889 cuando la monarquía fue abolida para establecer una república. Por su parte, Estados Unidos y Gran Bretaña negociaron en 1867 un proceso de independencia con restricciones para Canadá, que se fue consolidando durante el siglo XX.
En la segunda mitad del siglo XX, debido a la presión del proceso de descolonización impulsado por las Naciones Unidas, varios pueblos del Caribe obtuvieron su independencia de Gran Bretaña: Belice, Antigua y Barbuda, Bahamas, Barbados, Granada, Jamaica, San Cristóbal y Nieves, San Vicente y las Granadinas, Santa Lucía, Trinidad y Tobago. Simultáneamente, se independizaron Surinam de los Países Bajos y Guyana del Reino Unido. En la actualidad, aún existen varios pueblos y territorios bajo dominio colonial británico, francés, neerlandés y danés.
Tras su emancipación los países de América han seguido un desarrollo dispar entre sí. Durante el siglo XIX, Estados Unidos se afianzó como una potencia de carácter mundial y reemplazó a Europa como poder dominante en la región.
El siglo XX vio incrementarse la diferencia en el desarrollo de Norteamérica con respecto al resto del continente. Así, mientras Estados Unidos se convirtió en superpotencia mundial desde mediados de siglo, América Latina y el Caribe se conformó como la región con mayor desigualdad social del mundo, incluyendo países, como Haití o Bolivia, que registran índices de desarrollo que se encuentran entre los más bajos del planeta.
Entre los acontecimientos políticos más importantes de la historia contemporánea de América se encuentran la Revolución Mexicana (1910-1917), la Guerra Fría (1945-1991) que opuso frontalmente a Estados Unidos y la Unión Soviética y llevó a una sucesión de dictaduras en América Latina, y la Revolución Cubana (1959). En las décadas de 1960 y 1970 la aparición del rock and roll, como resultado de la fusión de culturas afroamericanas y su difusión mundial, y de movimientos juveniles radicales, llevaron a un profundo cambio cultural. A partir de la década de 1980 la concentración de empresas y universidades y las innovaciones tecnológicas producidas en el Silicon Valley en California, convirtió a la región en eje de la Sociedad de la Información.
Desde fines del siglo XIX, los países de América buscaron conformar un sistema de unidad panamericana resultando en la creación de la Organización de Estados Americanos (OEA) en 1948. Por otra parte, desde fines del siglo XX, los países de América han intensificado esfuerzos para integrarse subregionalmente en diversas instancias como la UNASUR, el Mercosur (Mercado Común del Sur), la Comunidad Andina de Naciones (CAN), el Sistema de la Integración Centroamericana (SICA), la Alianza Bolivariana para los Pueblos de Nuestra América-Tratado de Comercio de los Pueblos (ALBA), el Caricom (Comunidad Caribeña) y el Tratado de Libre Comercio de América del Norte (TLCAN).

## Geografía física
El continente americano corresponde a la segunda masa de tierra más grande del planeta, después de Eurasia. Tiene una extensión aproximada de 42 978 000 km². Se extiende de norte a sur desde el cabo Columbia (87° N, Canadá) en el océano Glacial Ártico hasta las islas Diego Ramírez (57° S, Chile), ubicadas en el paso de Drake que separa al continente americano de la Antártida. Su punto más oriental corresponde a la Punta de Seixas en Brasil (34° W) mientras que el más occidental corresponde a la islas comendador bering en las islas Aleutianas (178° E), junto al estrecho de Bering que separa a Alaska del continente asiático.
Está compuesta por tres subcontinentes: América del Norte, América Central y América del Sur y un arco insular conocido como las Antillas. De acuerdo a las teorías de la deriva continental y de tectónica de placas, lo que sería América del Norte y América del Sur habrían permanecido durante millones de años separadas. Después de la división de Gondwana y Laurasia ambos subcontinentes habrían viajado hasta sus actuales posiciones quedando unidos por Centroamérica, un puente de tierra surgido entre ellos por acción de las placas tectónicas, que fuera primero un arco insular y más tarde se convirtiera en tierra continua. El punto más delgado de esta unión lo constituye el istmo de Panamá, formado hace tres millones de años. Otro arco insular, las Antillas, constituyen una segunda conexión entre los subcontinentes.

Subdivisiones y zonas geográficas
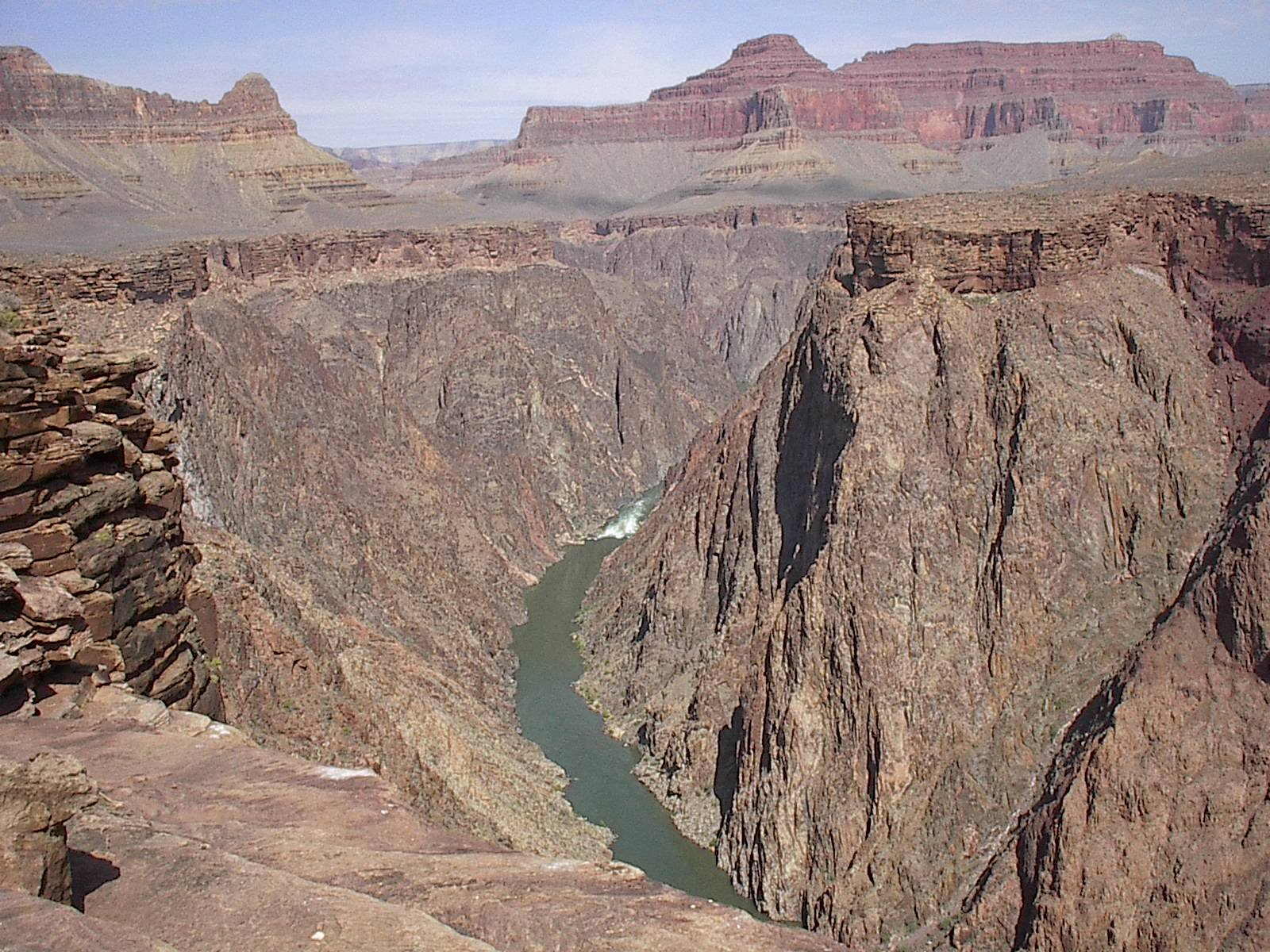
América del Norte: Ártico Canadiense Gran Cuenca Grandes Llanuras Grandes Lagos Sierra Madre Occidental Sierra Madre Oriental Sierra Madre del Sur Mesoamérica
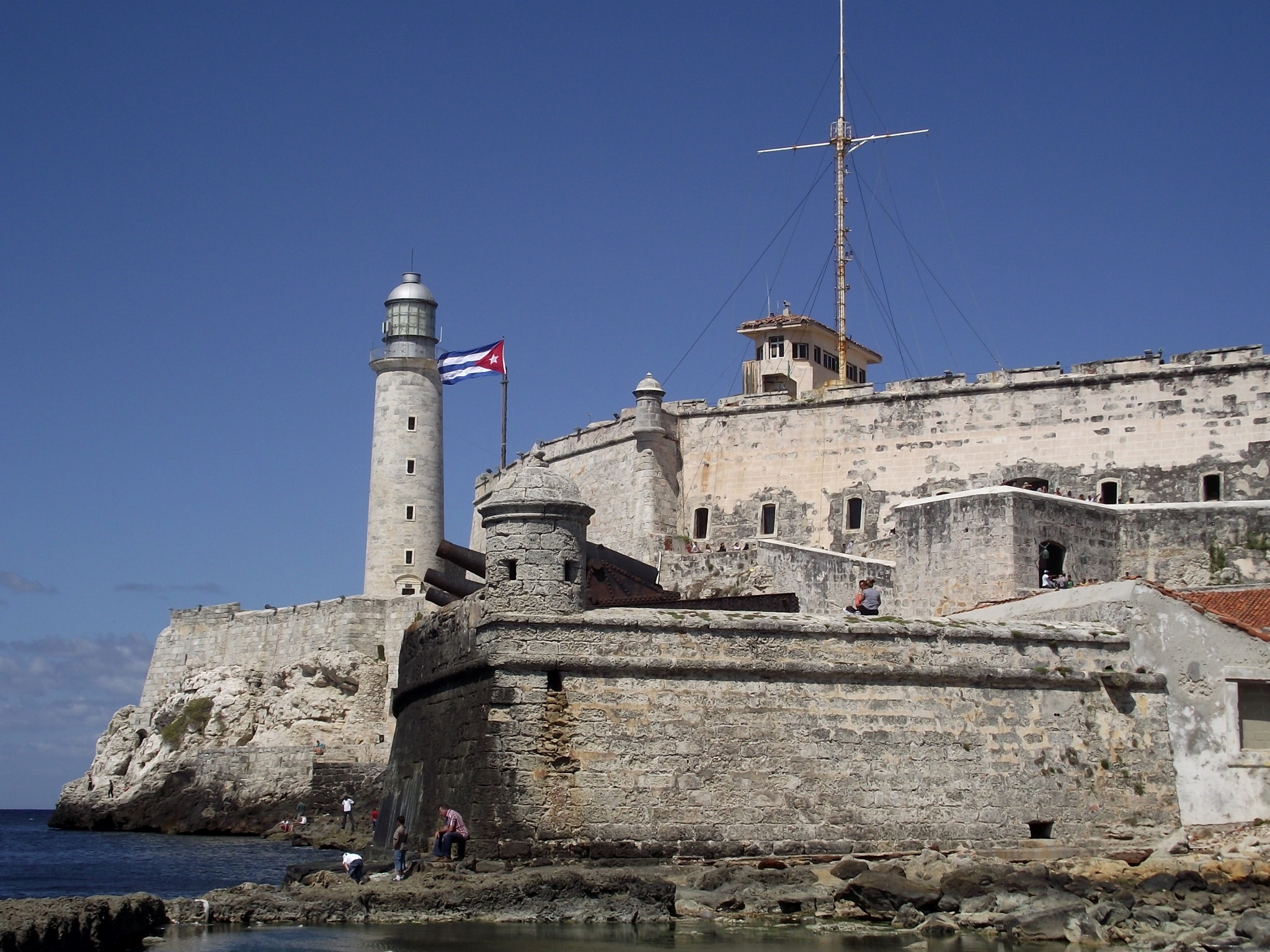
Las Antillas: Las Bahamas Grandes Antillas Pequeñas Antillas
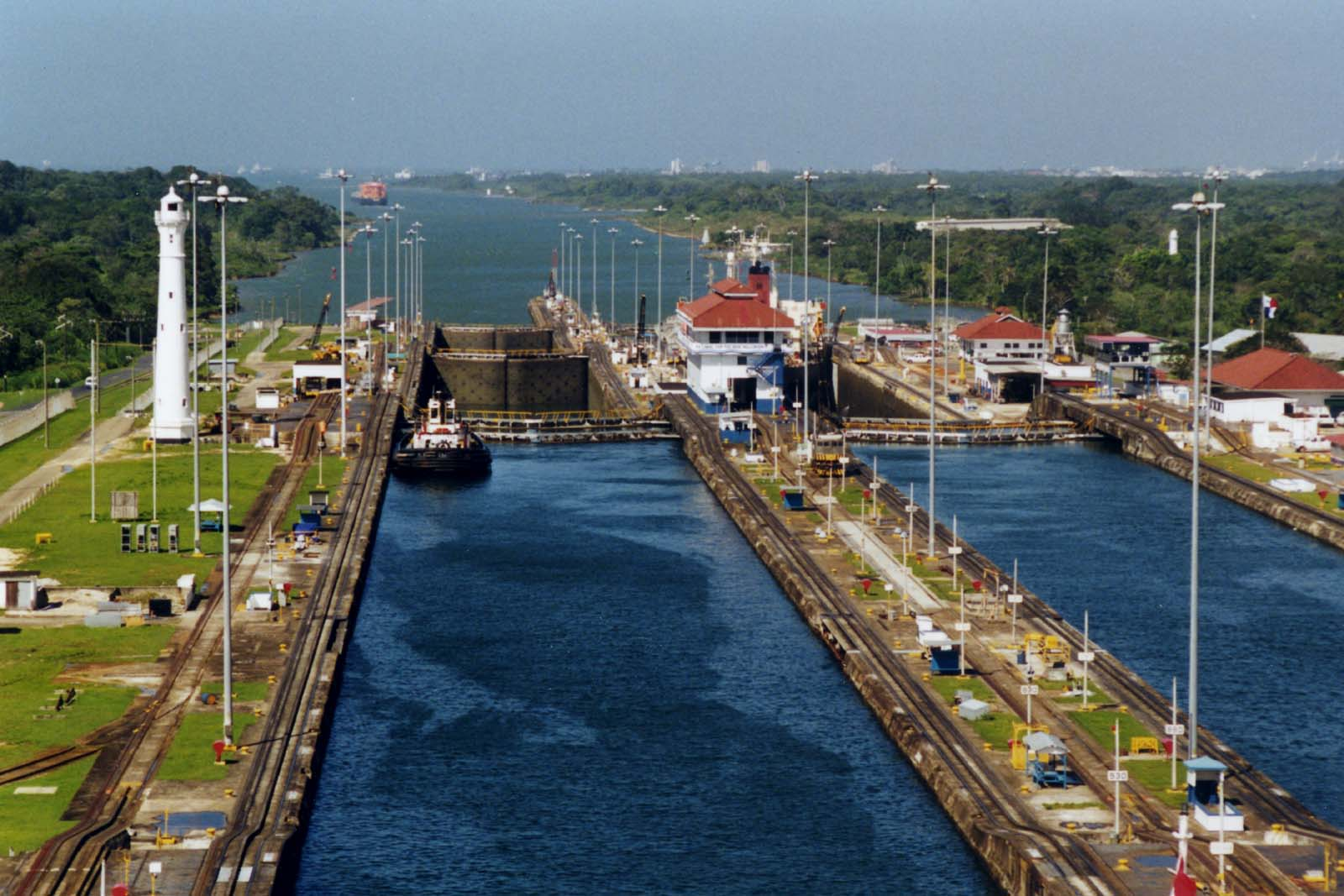
América Central: Placa del Caribe Cordillera Central Caribe estadounidense
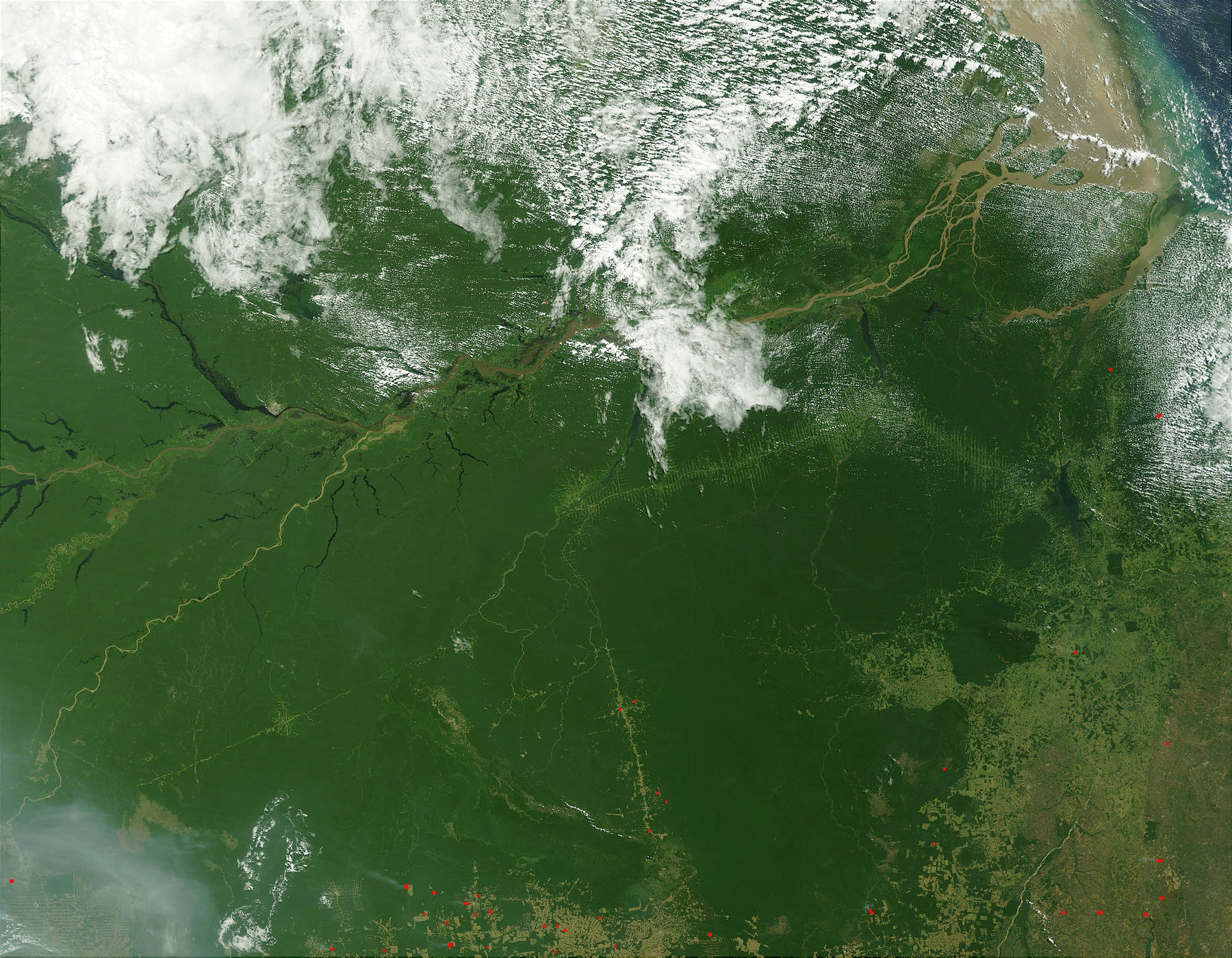
América del Sur: Desiertos Sudamericanos Caribe Sudamericano Chocó biogeográfico Llanos del Orinoco Llanura del Amazonas Andes Altiplano Gran Chaco Guayanas Pampa Cono Sur Patagonia Cuyo Cuenca del Plata Brasilia Yungas Diagonal árida de Sudamérica Islas del Atlántico Sur

- América del Norte:
Ártico Canadiense
Gran Cuenca
Grandes Llanuras
Grandes Lagos
Sierra Madre Occidental
Sierra Madre Oriental
Sierra Madre del Sur
Mesoamérica
- Las Antillas:
Las Bahamas
Grandes Antillas
Pequeñas Antillas
- América Central:
Placa del Caribe
Cordillera Central
Caribe estadounidense
- América del Sur:
Desiertos Sudamericanos
Caribe Sudamericano
Chocó biogeográfico
Llanos del Orinoco
Llanura del Amazonas
Andes
Altiplano
Gran Chaco
Guayanas
Pampa
Cono Sur
Patagonia
Cuyo
Cuenca del Plata
Brasilia
Yungas
Diagonal árida de Sudamérica
Islas del Atlántico Sur

### Relieve

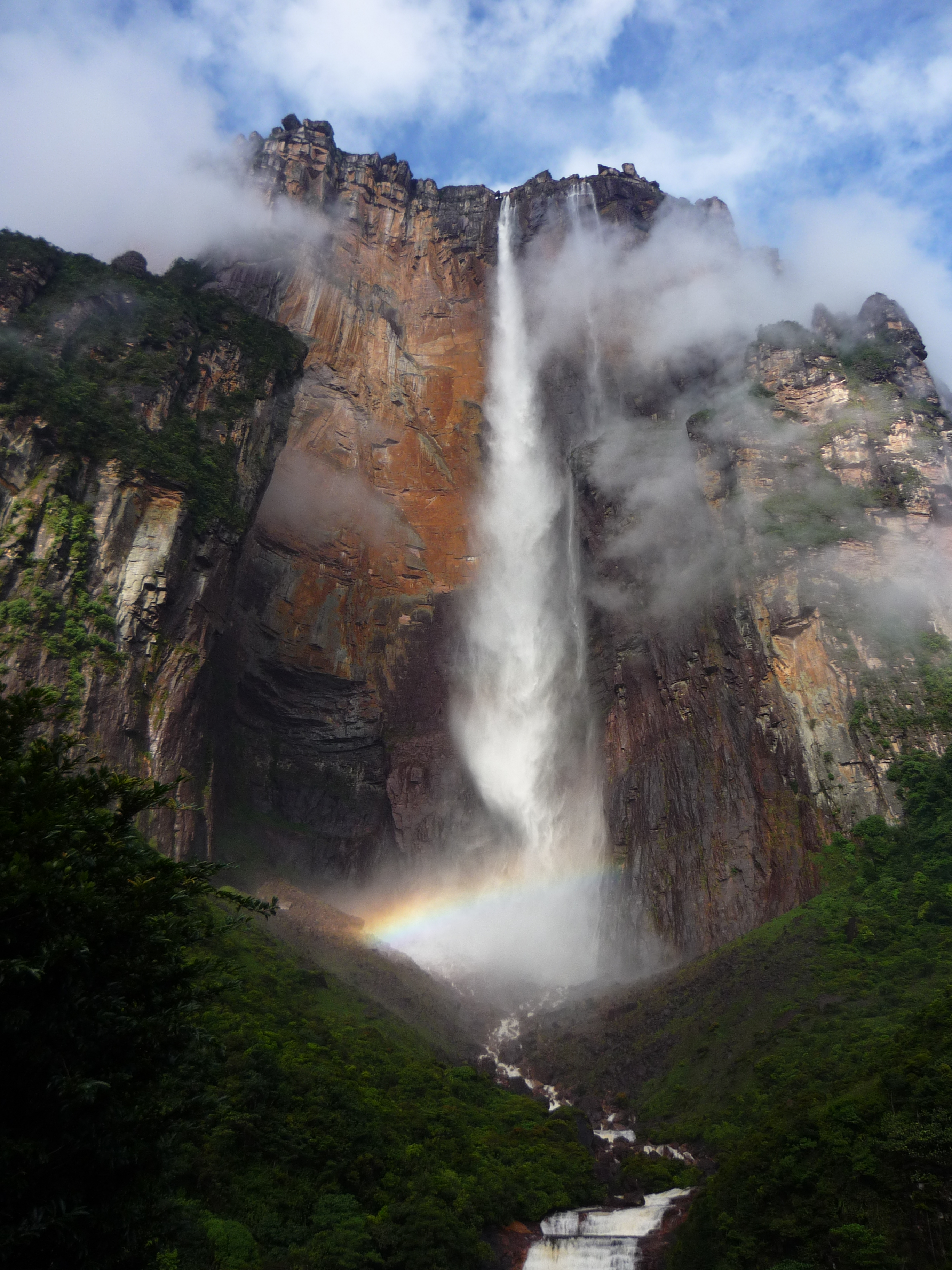
El Salto Ángel, ubicado en el parque nacional Canaima en Venezuela, es la cascada o caída de agua más alta del mundo.

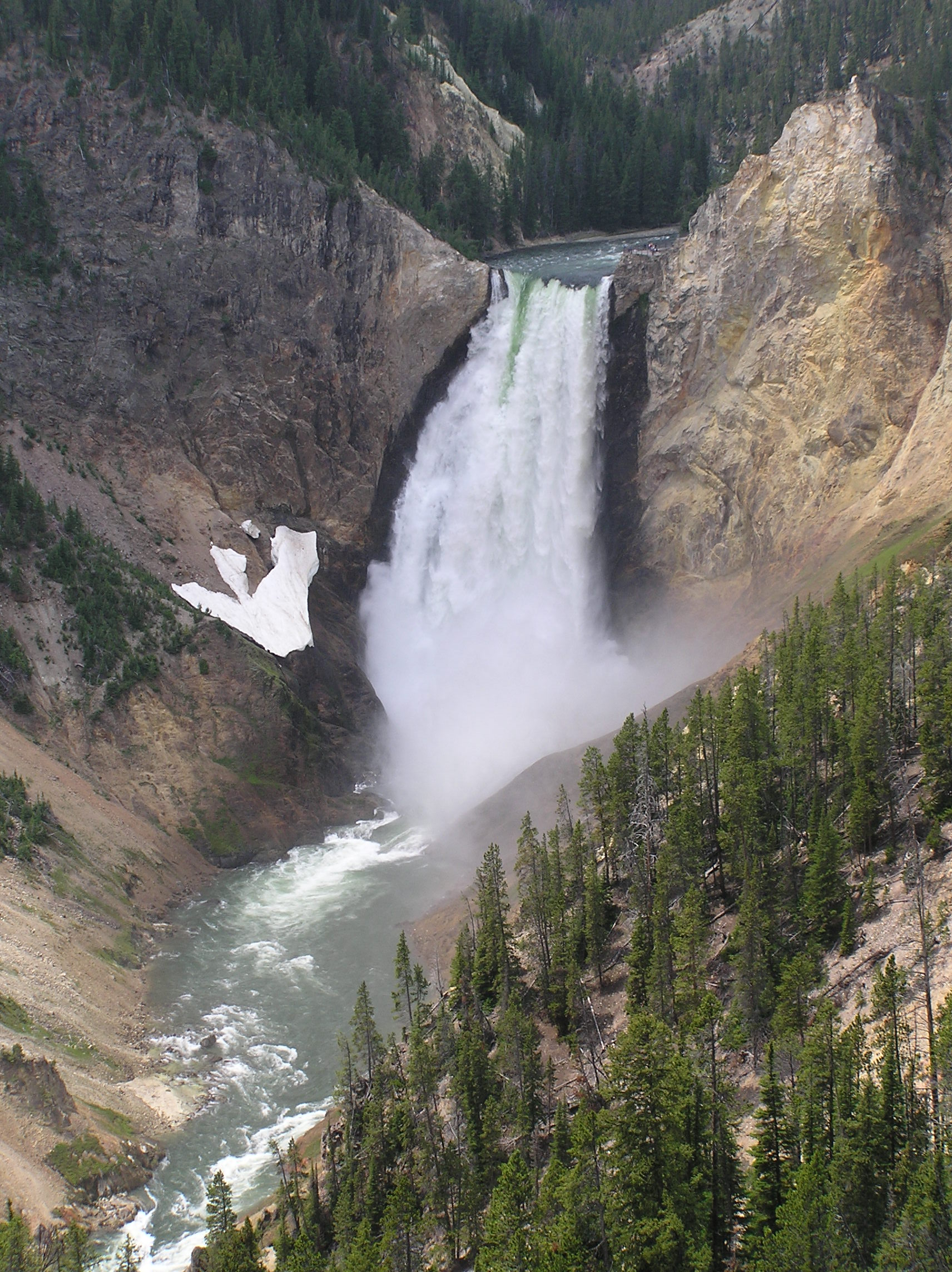
El parque nacional de Yellowstone, ubicado en el oeste de los Estados Unidos, fue el primer parque nacional creado en el mundo en 1872.

En el territorio americano, las placas de la corteza terrestre (Norteamericana, del Caribe y Sudamericana) en su desplazamiento desde el centro del atlántico hacia el oeste, forman el cordón montañoso del borde occidental de América producto del proceso de subducción de la placa del Pacífico. Está compuesta básicamente por una serie de altas cordilleras en la costa occidental (principalmente las Montañas Rocosas, la Sierra Madre Occidental y los Andes, todas parte del Cinturón de fuego) producto del choque de las placas continentales con la oceánica y llanuras en las zonas orientales donde se ubican las dos cuencas fluviales más grandes del mundo: la del río Misisipi en Norteamérica y la del río Amazonas en Sudamérica.
La costa, aunque en gran parte es regular, presenta tramos desmembrados principalmente en sus extremos dando origen a las islas del Ártico canadiense y Groenlandia en el norte, y Chile y Tierra del Fuego en la zona austral. Otros grupos de islas importantes corresponden a las islas Aleutianas en el extremo noroccidental, las Antillas en el mar Caribe, las islas Galápagos en medio del océano Pacífico y las islas Malvinas en el Atlántico Sur.
Aparte del macizo brasileño y el escudo guayanés, el macizo montañoso, separado de una franja de relieve montañoso como es la cordillera de los Andes, el complejo montañoso de la Sierra Nevada de Santa Marta es considerado el macizo montañoso más grande del mundo ubicado cerca de un litoral costero, el cual se eleva abruptamente desde las costas del mar Caribe hasta alcanzar una altura de 5.775 metros en sus picos nevados, ubicados a tan solo 42 kilómetros de este.

### Hidrografía

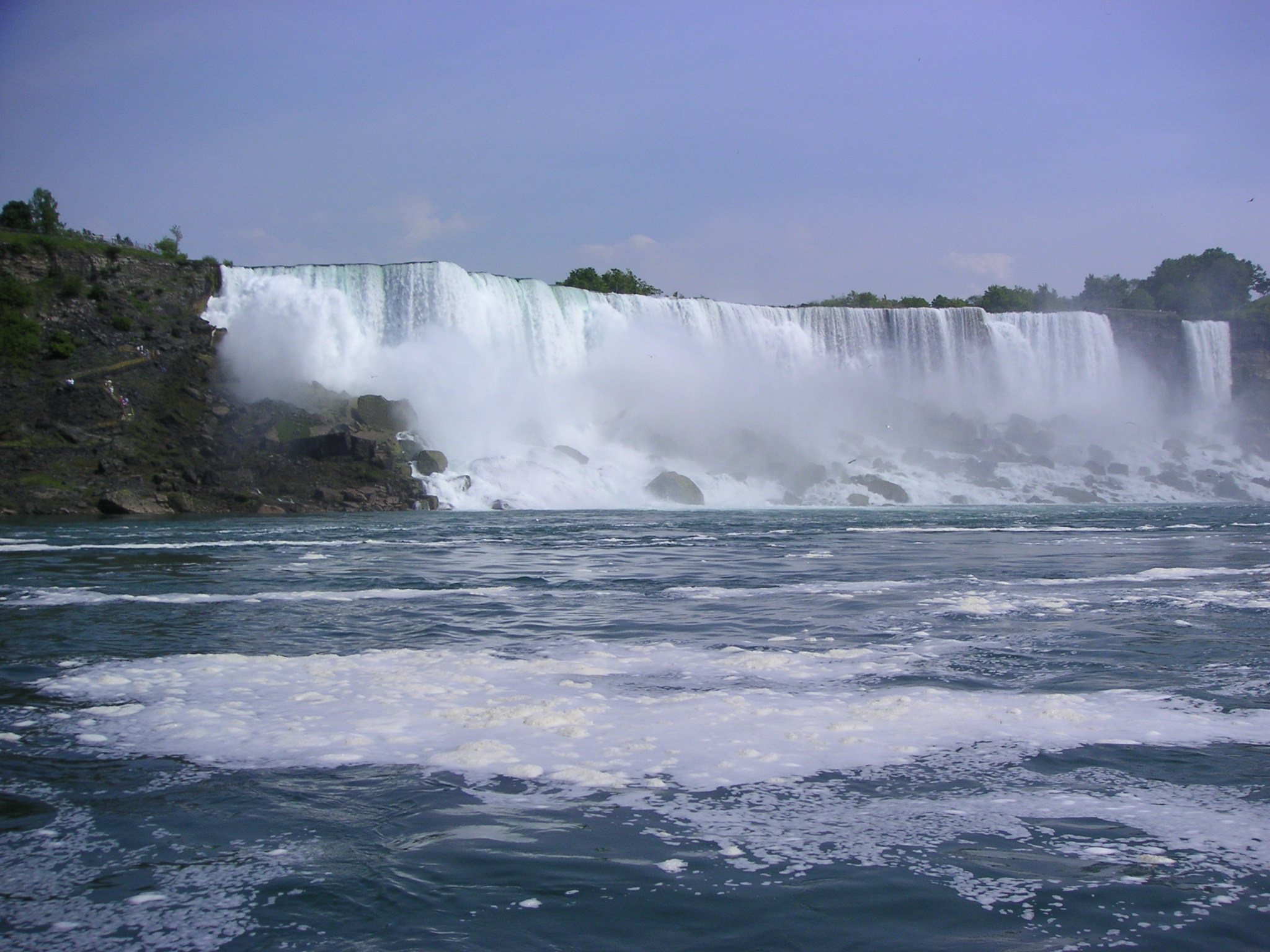
Vista aérea de las cataratas del Niágara, que conecta los lagos Ontario y Eire.

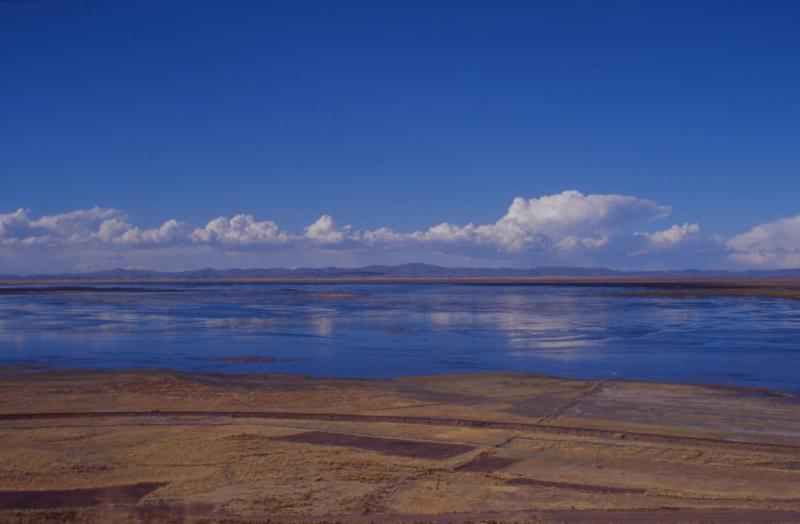
El lago Titicaca es el lago navegable a mayor altitud en el mundo.

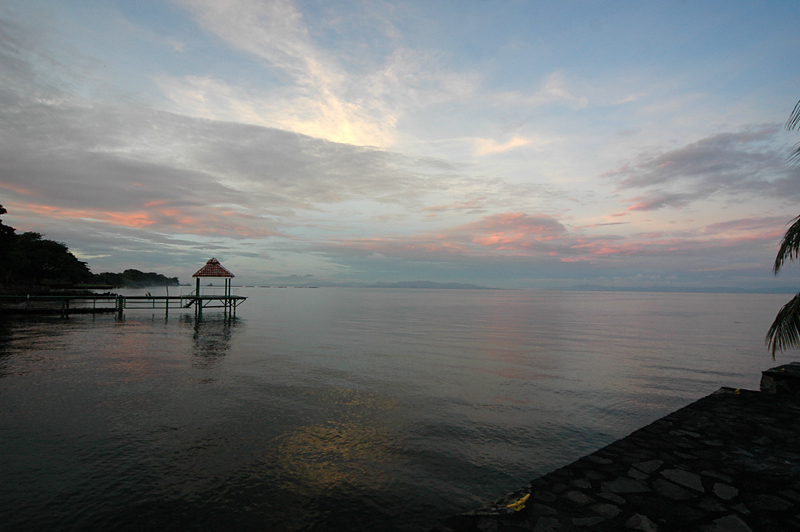
El Lago Cocibolca, en Nicaragua, es el más grande de América Central y el segundo más grande de América Latina.

La mayoría de los ríos de América discurren de los sistemas montañosos de occidente y se distribuyen en las vertientes de los océanos Glacial Ártico, océano Atlántico y Pacífico. En la vertiente del Atlántico fluyen los ríos más largos formando importantes cuencas que favorecen en todas las maneras a los habitantes de esas zonas.

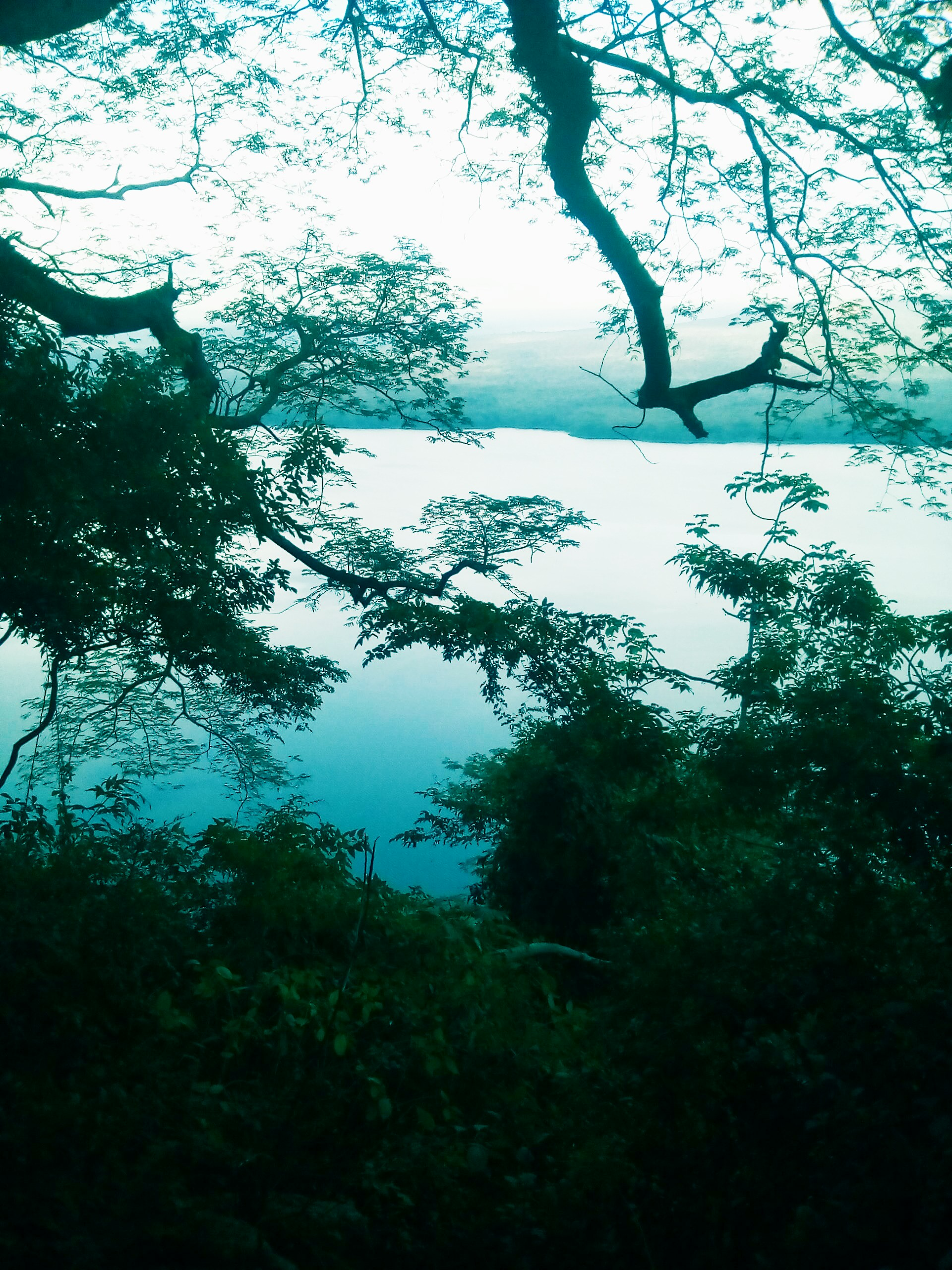
Lago Osdalia en la Península de Vadalcadar

En América del Norte se pueden identificar ríos de las tres vertientes existentes: el río Mackenzie que desemboca en la vertiente ártica, los ríos Yukón, Colorado y Columbia son los ríos más largos de la vertiente del océano Pacífico, mientras en la vertiente del Atlántico destacan el río Bravo del Norte, el sistema Misisipi-Misuri y el río San Lorenzo. De todos ellos destaca el Misisipi por ser el más largo y con la cuenca más grande en esta zona del continente, siendo el principal río de los Estados Unidos. En los lagos, sobresalen los de la región de los Grandes Lagos donde se encuentran los lagos Superior, Hurón, Míchigan, Ontario y Eire. Todos los lagos anteriores comparten un sistema lacustre de origen glacial, cuyas aguas se acumulan principalmente debido a los deshielos invernales. Estos lagos están comunicados por ríos, canales y esclusas, desembocando en el Atlántico a través del río San Lorenzo.
En América Central, los ríos son cortos y corresponden principalmente a la vertiente atlántica. Estos ríos cumplen varias funciones, sirviendo incluso como fronteras; tal es el caso de los ríos Segovia o Coco (entre Honduras y Nicaragua), el río Lempa (Guatemala, El Salvador y Honduras) y el río San Juan (entre Costa Rica y Nicaragua). En esta zona, los lagos también son de menor extensión, destacando los lagos Nicaragua, Managua y Gatún, este último, construido por el hombre, ubicado en el Canal de Panamá, al cual le proporciona el agua necesaria para que los barcos salven las diferencias de nivel.
Ya en América del Sur, reaparece la vertiente del Pacífico, aun cuando los ríos de la vertiente del Atlántico son más largos e importantes. Destacan en la parte sur del continente los ríos Orinoco, el sistema Paraná-Río de la Plata y el Amazonas. El río Amazonas es el río más caudaloso y más largo del mundo, y forma la cuenca hidrográfica más grande del planeta. Dentro de los lagos más importantes de América del Sur se cuenta con el lago de Maracaibo, el Titicaca, el Poopó y el Buenos Aires/General Carrera.
Las Cataratas del Iguazú constituyen el sistema de cataratas más grande del mundo. El 80% de los saltos, incluida la Garganta del Diablo, se encuentran en territorio argentino. El 20% restante pertenece a Brasil.
El acuífero guaraní es la reserva de agua subterránea de mayor superficie en todo el planeta, ubicado en grandes porciones territoriales de Brasil, Argentina, Paraguay y Uruguay.
| Río                      | Longitud (km) | Países atravesados                         |
| ------------------------ | ------------- | ------------------------------------------ |
| Amazonas                 | 6968          | Perú, · Brasil, · Colombia                 |
| Misisipi-Misuri          | 6019          | Estados Unidos                             |
| Paraná                   | 4880          | Argentina, · Brasil, · Paraguay            |
| Mackenzie                | 4240          | Canadá                                     |
| Purús                    | 3590          | Perú, · Brasil                             |
| Madera                   | 3239          | Bolivia, · Brasil                          |
| San Francisco            | 3201          | Brasil                                     |
| Yukón                    | 3185          | Canadá, · Estados Unidos                   |
| Bravo del Norte o Grande | 3034          | México, · Estados Unidos                   |
| Paraguay                 | 2860          | Argentina, · Bolivia, · Brasil, · Paraguay |
| Saskatchewan             | 2576          | Canadá                                     |
| Colorado                 | 2334          | Estados Unidos, · México                   |
| Orinoco                  | 2150          | Venezuela, · Colombia                      |
| Mamoré                   | 2002          | Bolivia                                    |
| Columbia                 | 1953          | Canadá, · Estados Unidos                   |
| Ucayali                  | 1900          | Perú                                       |
| Río Xingú                | 1870          | Brasil                                     |
| Putumayo                 | 1820          | Colombia, · Ecuador, · Perú, · Brasil      |
| Uruguay                  | 1780          | Argentina, · Brasil, · Uruguay             |
| Marañón                  | 1730          | Perú                                       |
| Pilcomayo                | 1690          | Argentina, · Bolivia, · Paraguay           |
| Magdalena                | 1543          | Colombia                                   |
| Bermejo                  | 1456          | Argentina, · Bolivia                       |
| Cauca                    | 1350          | Colombia                                   |
| Usumacinta               | 1203          | Guatemala, · México                        |

### Flora y fauna
La flora y la fauna de América es muy variada y diversa por su gran extensión territorial y diversos ecosistemas, climas y biodiversidad, siendo así el continente con mayor biodiversidad del planeta.
América del Norte
En cuanto a la flora de América del Norte, espacio en el cual se encuentran los Estados Unidos, Canadá y México, podemos encontrar pino, caoba, cedro, conífera, cactus, agave, en fin, más de 17 000 especies de plantas vasculares y más de 1,800 especies de plantas con flores.
En lo que concierne a la fauna de América del Norte, en este continente cuenta con una gran diversidad, en él se encuentran más de 400 especies de mamíferos, casi 1000 especies de aves, más de 500 especies de reptiles y anfibios y unas 100 000 especies de insectos. cabe destacar los osos, águilas, pavos, focas, bisontes americanos, lobos, serpientes, entre otros.
América Central Continental
En América Central, la flora está representada por representaciones de especies de América del Norte y de América del Sur, además de especies endémicas y exclusivas del territorio, con más de 44 000 especies de plantas, sus principales especies representadas en la flora son Annona macroprophyllata, Gliricidia sepium, Mammea americana, Manilkara zapota, Pithecellobium dulce, Myrciaria floribunda, pinos, caoba, aguacate, guayaba, tamarindo, palmeras, Guineos, cereza, piñas, Couma macrocarpa, Lepanthes guatemalensis y Tithonia rotundifolia.
La fauna de América Central cuenta con grandes cantidades de mamíferos que son más comunes en Guatemala (230 especies), Panamá (229 especies), Nicaragua (225 especies), Costa Rica (211 especies), El Salvador (210 especies) y Honduras (207 especies). Principalmente se encuentran venados, jaguares, pumas, colibríes, torogozes, quetzales (ave símbolo de Guatemala), zopilotes, tapires y guacamayas. Los animales más comunes en América Central son Quetzal (Pharomachrus mocinno), Rana verde (Agalychnis callidryas), Armadillo de nueve bandas (Dasypus novemcinctus), Cocodrilo americano (Crocodylus acutus), Mono aullador negro (Alouatta palliata), jaguar, Tapirus, oso hormiguero, águila harpía (Harpia harpyja), el puma y el tapir.
El Caribe o Las Antillas
En el Mar Caribe donde está ubicada la Isla de La Española (República Dominicana y Haití), Cuba, La Bahamas, Dominica, Granada, Trinidad y Tobago, Puerto Rico, Jamaica, San Martín y otras islas. En cuanto a la flora del Caribe se encuentran especies de árboles y plantas que pasan los más de 13 000 especies distintas, de los que 6500 son endémicas de la zona, las más conocidas son Olea europaea, el Chrysophyllum cainito, el guayacán, la ceiba, la caoba (Árbol Nacional de la República Dominicana). Originariamente Cuba se encontraba llena de una espesa vegetación, que ha sido degradada para desarrollar la agricultura. No obstante existen muchos programas para el cuidado y mantenimiento de estos bosques, que albergan gran diversidad. Las maderas preciosas de Cuba son muy cotizadas.
La fauna del Caribe o las Antillas está compuesta por 450 especies de peces, 600 especies de aves, 500 especies de reptiles, 170 especies de anfibios y 90 especies de mamíferos. Los más conocidos son la barracuda, el mero, la morena, las cortacubas, el canario del manglar y la garcita verde, la amazona puertorriqueña, la yacutinga y la paloma sabanera, la iguana verde y la iguana azul, la iguana de Mona, la iguana rinoceronte, la carey, el coquí dorado, el delfín, el manatí, el almiquí (endémico de las Antillas) y diversas especies de murciélagos, y la ballena jorobada como especie migratoria. Otras especies como la foca monje del Caribe se han extinguido durante los últimos siglos por la acción directa del hombre.
América del Sur
En la zona del Sur de América, se ubican los Andes y la Costa, la sierra de Perijá y el macizo de Guayana dentro de la cuenca del río Orinoco, las amazonas y Gran Chaco. Esta zona del continente es sumamente rica en floras, cuenta con bosques seco, tropical, templado, árido y húmedos. Las especies más conocidas en Sudamérica son el alerce, ciprés de la cordillera, ciprés de las guaitecas, el huililahuán, el lleuque, Saxegothaea, y la araucaria, Nothofagus, entre ellos el coigüe, el lenga y el ñire, la Picea, el ciprés, el pino, la ceiba, el yagrumo, el guamo, el caobo, bejucos, especies de bromelias y otras de epifitas. En fin existen más de 44 000 especies de plantas diferentes.
También existen, en las zonas andinas del norte subcontinental (Colombia, Ecuador, Perú y Venezuela) zonas de páramo que albergan especies vegetales nativas únicas en el mundo (como el frailejón —también conocido como espeletia—), bromeliáceas, criptógamas, arbustos como los sietecueros, helechos y otros, que favorecen la conformación de cuerpos de agua, como lagos y lagunas, que sirven de ricos nacimientos de agua y alimentan cuencas y ríos tan importantes como la del Orinoco y el Amazonas.
América del Sur alberga especies como pingüinos, zorro colorado, hornero, flamenco, ballena flanca austral, Yaguareté, puma, tucan, Otaria flavescens, cóndor andino, chigüires, osos hormigueros, báquiros, nutria gigante, serpientes de cascabel, cuaima-piña, a la vez que iguanas, morrocoy, toninas, grandes reptiles como la anaconda verde, el cocodrilo del Orinoco, el caimán de anteojos, otros mamíferos como el manatí, manatí amazónico, oso frontino, ocelote, zorro vinagre, zorros, tapires, perezosos, zarigüeyas, armadillos y los venados.

### Clima
Debido a la extensión considerable de norte a sur, este a oeste, América cuenta con casi la totalidad de los climas existentes. Entre las costas de México, el oeste de Nicaragua y el sur de Brasil, se desarrolla el clima cálido en las llanuras costeras y laderas de montaña. El clima intertropical lluvioso y la selva son característicos de gran parte de Centroamérica, de la llanura amazónica y de las islas del Caribe, mientras en la costa atlántica de Colombia, Venezuela y Guyana se desarrolla una zona de sabana.
En las zonas subtropicales cercanas a la latitud 30° se ubican zonas áridas, de características desérticas como el desierto de Sonora (sur de Estados Unidos y norte de México) y el de Atacama (en el norte de Chile), mientras en la Patagonia se desarrolla un clima desértico frío.
El clima templado se extiende en las latitudes medias y subidas de montaña, principalmente en la vertiente atlántica. El clima templado con lluvias a lo largo del año se extiende en las franjas costeras de Canadá, Alaska y sur de Chile, produciendo zonas de bosque mixto, mientras el templado con lluvias en verano es el clima más extendido sobre el continente, principalmente en la porción sudeste de Estados Unidos, centro de México y sudeste de Brasil. El clima mediterráneo se encuentra en California y el Valle Central chileno, generando un estilo de vegetación conocido como chaparral.
Por último los climas fríos se extienden a lo largo de los extremos del continente en las cercanías de los polos, especialmente en Norteamérica. La tundra se encuentra a lo largo de gran parte de Alaska y Canadá, y en el extremo sur sudamericano; por efecto de altura en la Puna andina y gran parte de las zonas montañosas. Finalmente, el clima polar se encuentra en Groenlandia y el clima frío por la altura en las zonas montañosas de las Rocosas y de los Andes.

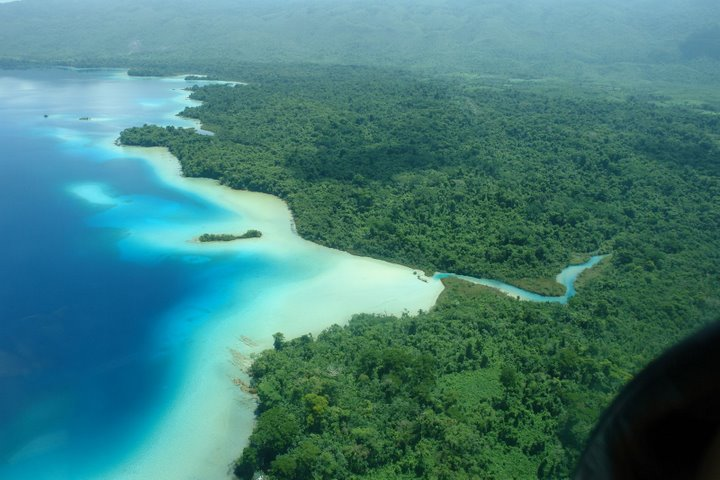
Laguna Miramar en la Selva Lacandona en Chiapas, México
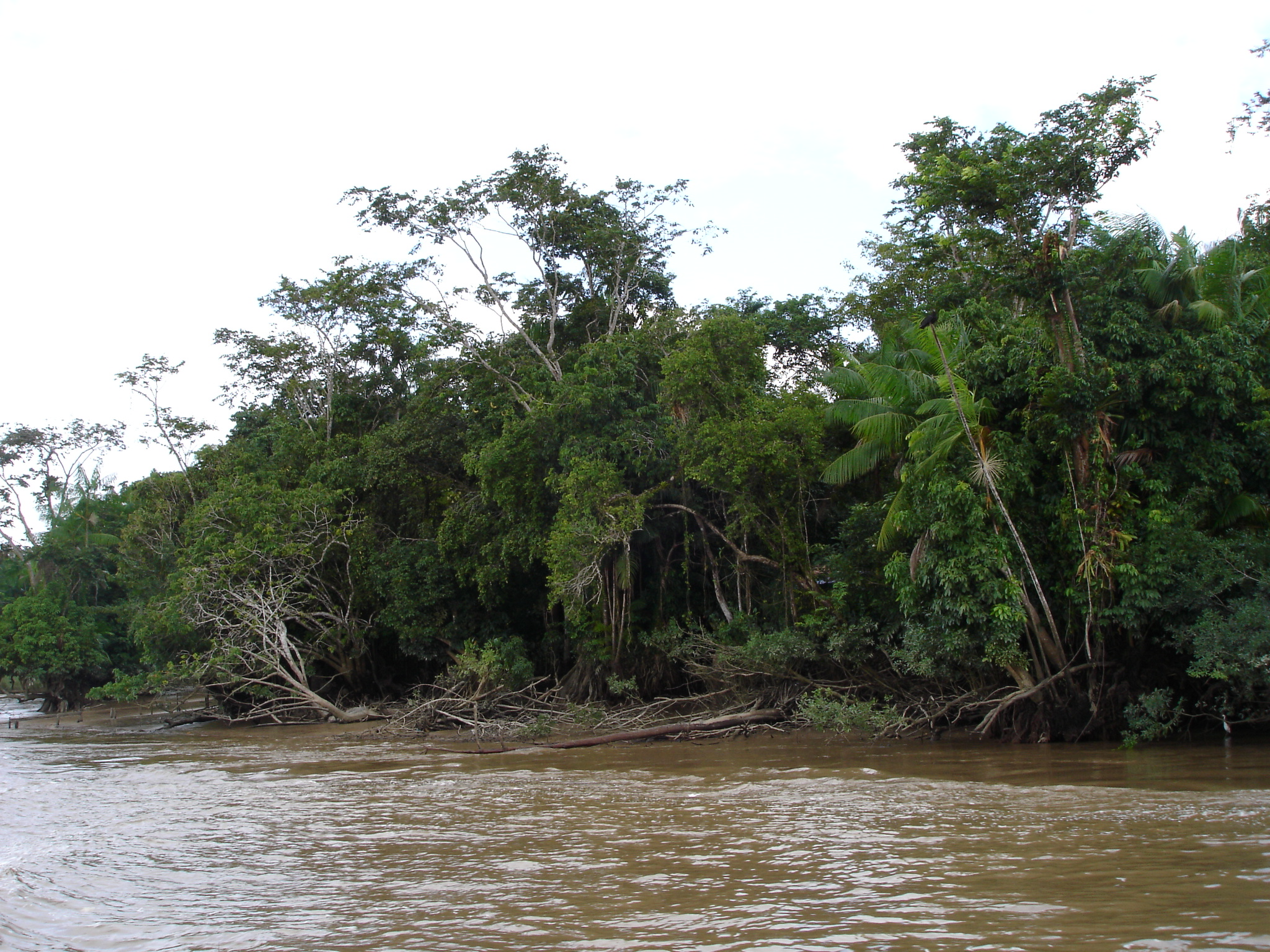
La selva amazónica Ejemplo de clima tropical húmedo
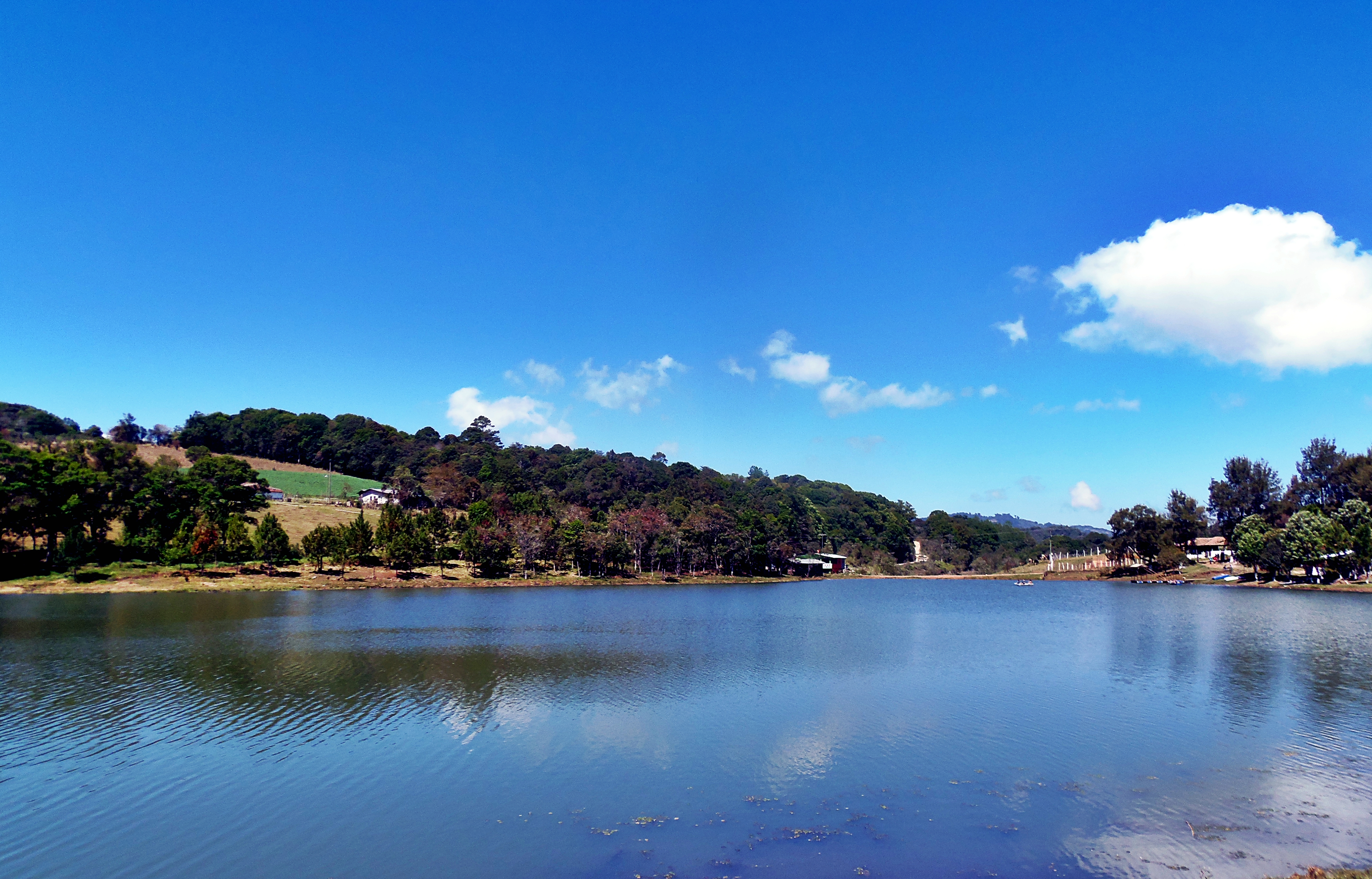
La Laguna de Chiligatoro en Intibucá ejemplo de un Clima templado
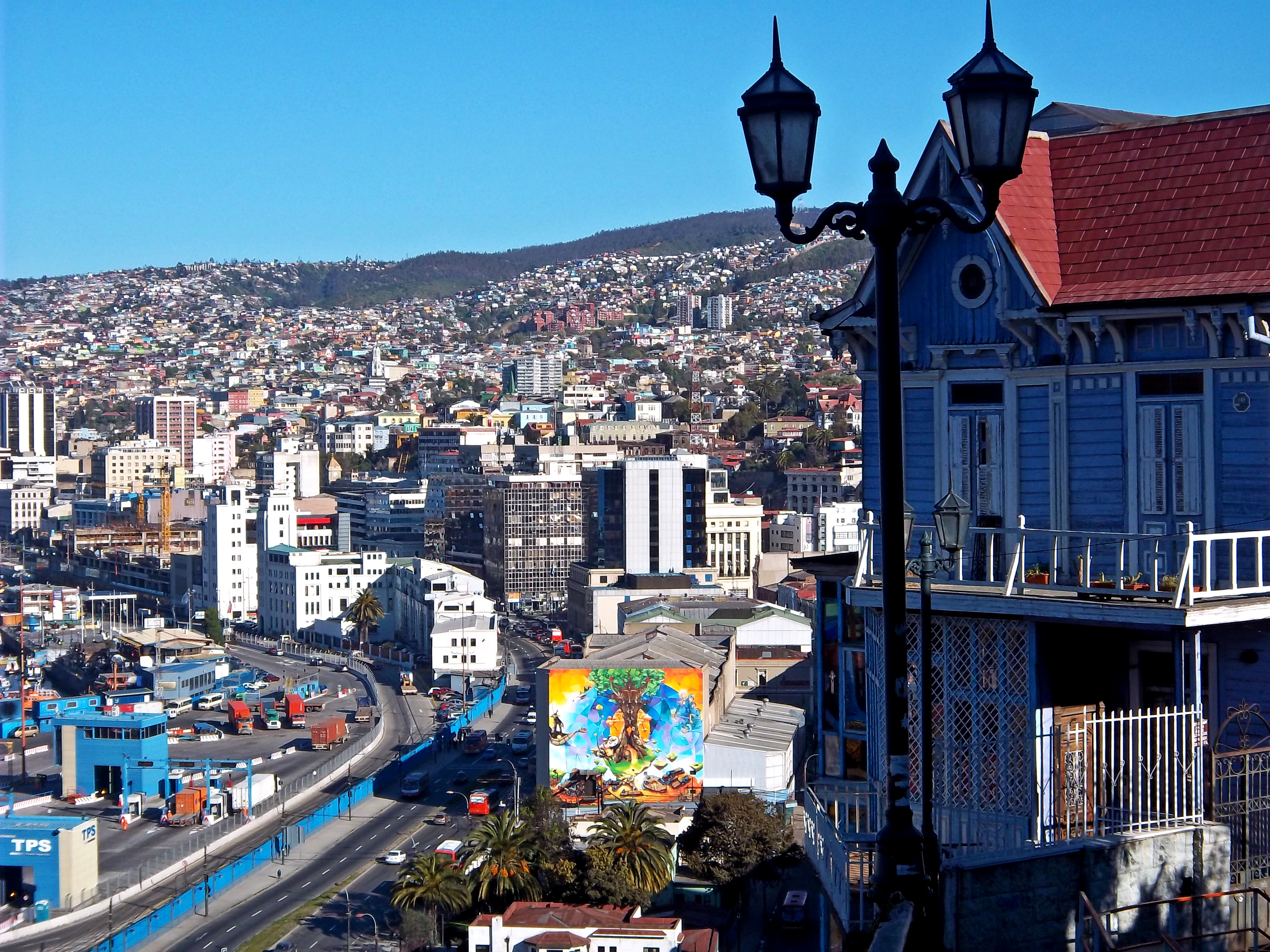
La ciudad patrimonial de Valparaíso, localizada en un lugar de clima mediterráneo
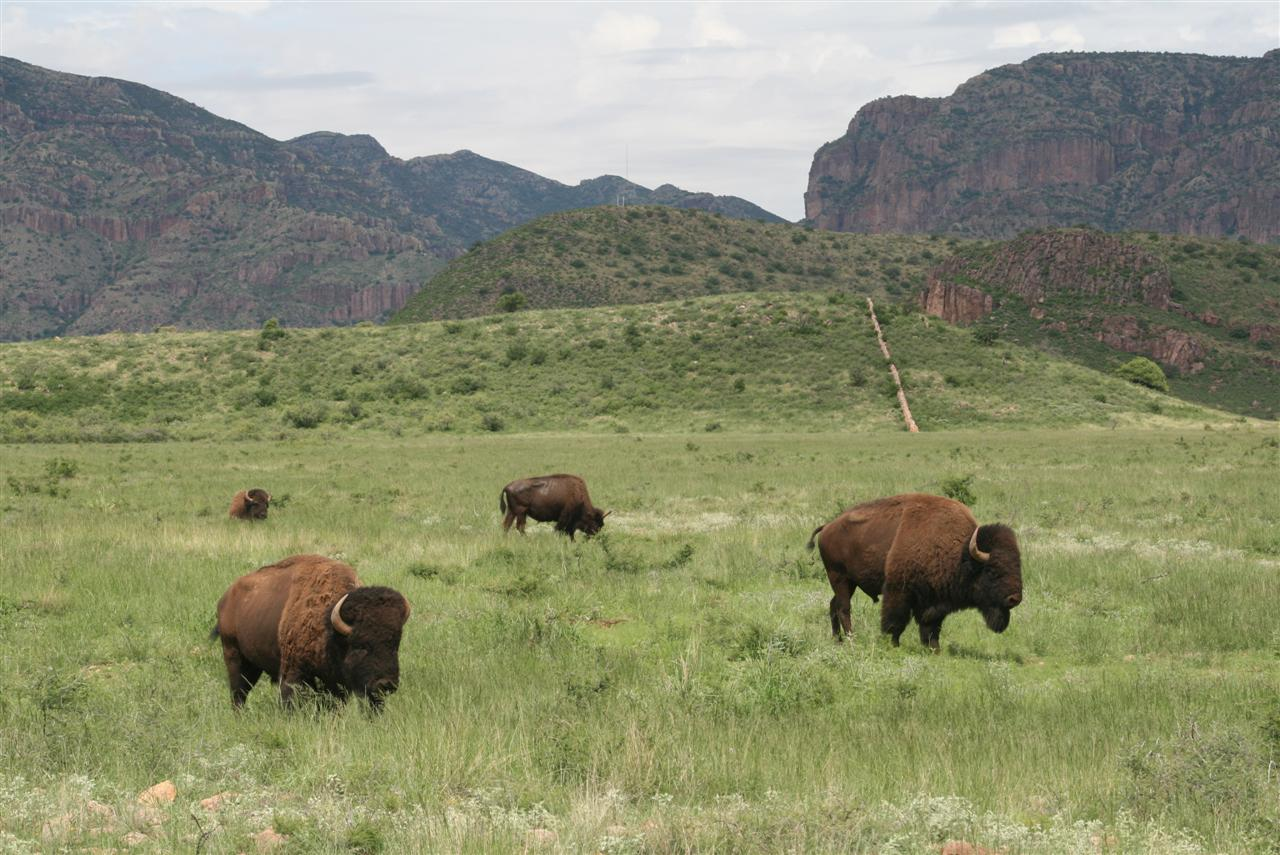
La Reserva de la Biosfera Janos, en México, es un ejemplo de clima semiárido
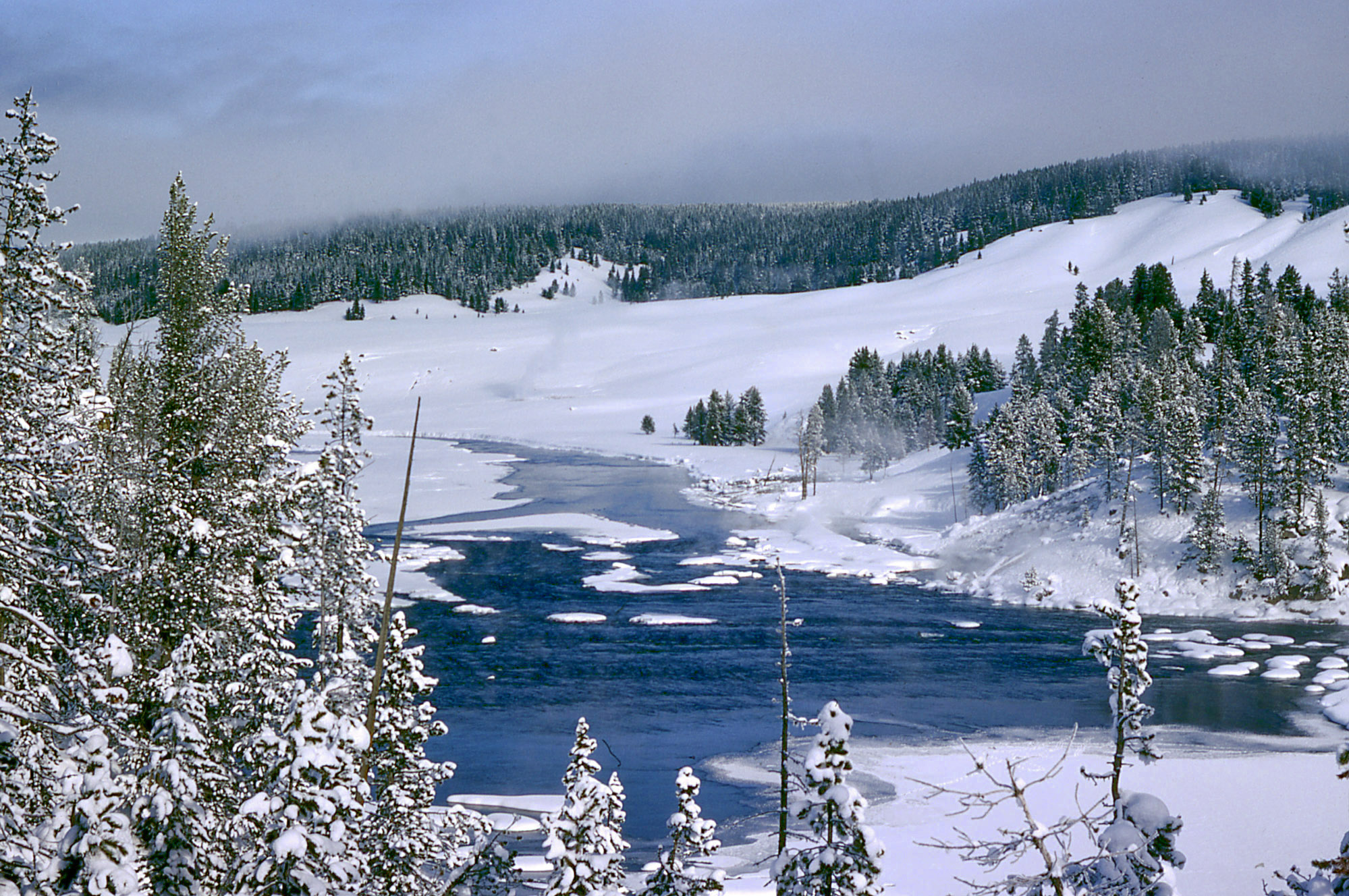
Invierno en el Parque nacional de Yellowstone en Estados Unidos

## Geografía política
América políticamente se divide en 35 países independientes y 23 dependencias de países europeos (Dinamarca, Reino Unido, Francia y Países Bajos) y de Estados Unidos. Además hay 4 territorios integrados en Francia y que por tanto son parte de la Unión Europea. Los estados americanos nacen a finales del siglo XVIII (Estados Unidos) y principios del XIX (Iberoamérica y Haití) como resultado del proceso bélico de descolonización de potencias como Reino Unido, Francia, España y Portugal. Finalmente el territorio caribeño logró la independencia entre finales del siglo XIX (Cuba y República Dominicana) y el siglo XX (resto de islas caribeñas).

### Organizaciones internacionales y regionales

Diagrama de Euler con las relaciones intergubernamentales en América del Sur

Los estados americanos se hallan integrados en la ONU, siendo casi todos los estados americanos (salvo algunos estados del Caribe) miembros fundadores de dicha organización. En el ámbito económico los estados americanos son miembros del Fondo Monetario Internacional, salvo Cuba, y de la Organización Mundial del Comercio, aunque Bahamas tiene estatus de país observador. Ecuador (1973-1992, readmitida en 2007) y Venezuela (1960) forman parte de la Organización de Países Exportadores de Petróleo (OPEP)
En materia de justicia y seguridad todos los países americanos están integrados en la INTERPOL. En el caso de la Justicia internacional tres países (Estados Unidos, Nicaragua y Cuba) no han firmado ni ratificado el Estatuto de Roma de la Corte Penal Internacional. Mientras son tres (República Dominicana, Bahamas y Jamaica) los firmantes que aún no lo han ratificado. En el resto de países acepta la jurisdicción de la Corte Penal Internacional para juzgar casos de crímenes contra la humanidad.
En caso del Movimiento de Países No Alineados (1961), son 26 naciones americanas las que forman parte de esta organización en favor de la neutralidad.
Como organizaciones transcontinentales entre América y Europa encontramos la Organización para la Seguridad y la Cooperación en Europa (1975) para fomentar la democracia, los derechos humanos, el control de armas y la seguridad. También la organización militar OTAN (1949), en ambos casos los países americanos miembros son Canadá y los Estados Unidos. Existen otras organizaciones de tipo transcontinental como la OCDE en 1961 (países americanos, europeos y asiáticos) a la que se adhirieron países como Estados Unidos y Canadá (1961), México (1994), Chile (2010) y recientemente Colombia (2020) y Costa Rica (2021) o el Foro de Cooperación Económica Asia-Pacífico (1989) que aglutina a Estados Unidos, Canadá, México, Perú y Chile por América. Así mismo, en este ámbito transcontinental destaca el Plan Colombo (1950) para fomentar el desarrollo económico y social de 27 países (Estados Unidos).
Durante la Guerra Fría (1986) se creó la Zona de Paz y Cooperación del Atlántico Sur, bajo el auspicio de Naciones Unidas, con el objetivo de mantener la seguridad y la paz en el Atlántico Sur, así por iniciativa de Brasil se unieron 3 sudamericanos (Argentina, Brasil y Uruguay) y 21 estados africanos más.
En 1975 se creó Estados de África, del Caribe y del Pacífico (ACP) para, a través de varios acuerdos (el más reciente Acuerdo de Cotonú del año 2000) luchar contra la pobreza junto a la Unión Europea que trabaja por medio del Fondo Europeo de Desarrollo. Forman parte de esta organización todos los estados de la Comunidad del Caribe más República Dominica y Cuba. La Unión Europea trabaja a través de la firma de acuerdos económicos con el CARIFORUM exceptuando a Cuba.
A nivel regional los estados americanos se agrupan en la Organización de los Estados Americanos (1948) con el objetivo de ser un foro político para la toma de decisiones, el diálogo multilateral y la integración de América. Cuba fue expulsada de la organización en 1962, tras el triunfo de la Revolución cubana, en 2009 fue readmitida.
En el aspecto económico existe dos instituciones regionales financieras importantes. Por un lado el Banco Interamericano de Desarrollo (1950) y por otra parte el Banco de Desarrollo del Caribe (1969).
América se caracteriza por múltiples organismos regionales que buscan la integración económica, social y política; el problema radica en que muchos de esos organismos terminan por superponerse en las actividades que realizan y en los objetivos que persiguen:
Destaca la CELAC (2010) que promueve la integración y el desarrollo de los países de América Latina y del Caribe, siendo interlocutor internacional en sus relaciones con la Unión Europea en las Cumbres CELAC-EU. También el continente cuenta con la Asociación Latinoamericana de Integración (Sudamérica más México y Cuba) fundada en 1980 con el objetivo de crear un mercado común. El Sistema Económico Latinoamericano y del Caribe (1975) para coordinar una política económica común frente a otros organismos internacionales. En 1964 se creó el Parlamento Latinoamericano para representar a todas las tendencias políticas democráticas del continente, está compuesto por todos los estados salvo los estados caribeños (menos Cuba y República Dominicana que si forman parte), Estados Unidos, Canadá y Guyana.
Existen también dos organizaciones que se contraponen tanto en los principios económicos rectores como también podemos hablar de los principios políticos. Por un lado esta la Alianza del Pacífico (2011) formada por México, Chile, Perú y Colombia que buscan la vigencia del Estado de derecho, de la democracia, del orden constitucional y del libre mercado. En contraposición esta la Alianza Bolivariana para los Pueblos de Nuestra América-Tratado de Comercio de los Pueblos (ALBA-TCP) que es una organización internacional fundada en 2004, y formada por países de América Latina y el Caribe que pone énfasis en la lucha contra la pobreza y la exclusión social con base en doctrinas de izquierda. Forman parte de esta organización Venezuela, Cuba, Nicaragua, Bolivia, Antigua y Barbuda, Dominica, Ecuador, Granada, San Cristóbal y Nieves, Santa Lucía, Surinam y San Vicente y las Granadinas.
En América podemos hablar de varios grupos regionales según el área geográfica. En América del Norte esta Tratado de Libre Comercio de América del Norte (1994) entre los tres estados más importantes de la zona: Canadá, Estados Unidos y México. En América Central existe un importante desarrollo de integración con la Organización de Estados Centroamericanos (1951) que fue ampliada al Mercado Común Centroamericano (1960) y al Sistema de la Integración Centroamericana (1993), incluida la República Dominicana, con mecanismos como el Parlamento Centroamericano (1986).
El área caribeña esta centralizada por la Comunidad del Caribe (1973) que engloba a 15 naciones caribeñas cuyo objetivo es fomentar la creación de un mercado único y cooperación con otros estados vecinos. También existe una Asociación de Estados del Caribe (1994) al que pertenecen los 31 estados ribereños con el objetivo de fomentar la integración económica, la conservación natural del Caribe y el desarrollo de sus miembros. Finalmente esta la Organización de Estados del Caribe Oriental (1981) integrando a varios países antillanos que comparten el Dólar del Caribe Oriental. En América del Sur destaca principalmente Unasur (2011), que pretende conseguir una integración similar a la alcanzada en Europa en América del Sur, y que engloba a todos los estados suramericanos. También se halla Mercosur (1991) con el objetivo de crear un arancel común y una zona de libre comercio entre sus miembros: Brasil, Uruguay, Paraguay, Argentina y Venezuela (suspendida en 2016). Así mismo, está la Comunidad Andina (1969) que engloba a países con vínculos culturales andinos (Colombia, Ecuador, Perú y Bolivia) y que busca coordinar políticas económicas y sociales.
Finalmente podemos hablar de organizaciones que comparten afinidades culturales como la Organización de Estados Iberoamericanos (1949) que engloba a los países iberoamericanos más España y Portugal. La relación de esta Comunidad Iberoamericana de Naciones viene definida por las Cumbres Iberoamericanas que se celebran anualmente a partir de 1991, aunque desde 2014 son bianuales. O de desarrollo sostenible como la Organización del Tratado de Cooperación Amazónica (1995).

### Estados soberanos
| Bandera | Escudo | Nombre/Nombre oficial                                       | Establecido | Superficie (km²) | Población     | densidad | Capital             | Idioma(s) oficial(es)     |
| ------- | ------ | ----------------------------------------------------------- | ----------- | ---------------- | ------------- | -------- | ------------------- | ------------------------- |
|         |        | Antigua y Barbuda                                           | 1981        | 442              | 95 581        | 211,7    | Saint John's        | Inglés                    |
|         |        | Argentina República Argentina                               | 1816        | 2 780 400        | 45 030 748    | 15,7     | Buenos Aires        | Español                   |
|         |        | Bahamas Mancomunidad de las Bahamas                         | 1973        | 13 880           | 328 316       | 23,5     | Nasáu               | Inglés                    |
|         |        | Barbados                                                    | 1966        | 430              | 292 495       | 667,8    | Bridgetown          | Inglés                    |
|         |        | Belice                                                      | 1981        | 22 966           | 356 858       | 15,4     | Belmopán            | Inglés                    |
|         |        | Bolivia Estado Plurinacional de Bolivia                     | 1825        | 1 098 581        | 11 969 649    | 9,9      | Sucre               | Español Aimara Quechua    |
|         |        | Brasil República Federativa de Brasil                       | 1822        | 8 514 877        | 211 823 665   | 24,1     | Brasilia            | Portugués                 |
|         |        | Canadá                                                      | 1867        | 9 984 670        | 37 411 590    | 3,5      | Ottawa              | Inglés Francés            |
|         |        | Chile República de Chile                                    | 1818        | 756 102          | 18 650 114    | 23,3     | Santiago            | Español                   |
|         |        | Colombia República de Colombia                              | 1810        | 1 141 748        | 50 220 856    | 41,3     | Bogotá              | Español                   |
|         |        | Costa Rica República de Costa Rica                          | 1838        | 51 100           | 6 172 543     | 95,3     | San José            | Español                   |
|         |        | Cuba República de Cuba                                      | 1902        | 110 860          | 11 179 995    | 100,8    | La Habana           | Español                   |
|         |        | Dominica Mancomunidad de Dominica                           | 1978        | 751              | 74 757        | 98,2     | Roseau              | Inglés                    |
|         |        | Ecuador República del Ecuador                               | 1830        | 256 370          | 17 080 778    | 56,7     | Quito               | Español Quechua           |
|         |        | El Salvador República de El Salvador                        | 1841        | 21 041           | 6 356 670     | 292,6    | San Salvador        | Español                   |
|         |        | Estados Unidos Estados Unidos de América                    | 1776        | 9 371 174        | 329 995 528   | 34,5     | Washington D. C.    | Inglés                    |
|         |        | Granada                                                     | 1974        | 344              | 111 229       | 323,3    | Saint George        | Inglés                    |
|         |        | Guatemala República de Guatemala                            | 1840        | 108 889          | 15 289 958    | 139,4    | Ciudad de Guatemala | Español                   |
|         |        | Guyana República Cooperativa de Guyana                      | 1966        | 214 969          | 1 035 909     | 3,42     | Georgetown          | Inglés                    |
|         |        | Haití República de Haití                                    | 1804        | 27 750           | 11 485 800    | 377,8    | Puerto Príncipe     | Haitiano Francés          |
|         |        | Honduras República de Honduras                              | 1838        | 112 492          | 8 893 259     | 79,0     | Tegucigalpa         | Español                   |
|         |        | Jamaica                                                     | 1962        | 10 991           | 3 070 340     | 270,2    | Kingston            | Inglés Jamaiquino         |
|         |        | México Estados Unidos Mexicanos                             | 1821        | 1 964 375        | 128 166 749   | 62,7     | Ciudad de México    | Español lenguas de México |
|         |        | Nicaragua República de Nicaragua                            | 1838        | 130 370          | 7 366 798     | 45,7     | Managua             | Español                   |
|         |        | Panamá República de Panamá                                  | 1903        | 75 420           | 5 005 246     | 49,1     | Ciudad de Panamá    | Español                   |
|         |        | Paraguay República del Paraguay                             | 1811        | 406 752          | 7 162 812     | 16,8     | Asunción            | Español Guaraní           |
|         |        | Perú República del Perú                                     | 1821        | 1 285 216        | 33 050 325    | 23,9     | Lima                | Español Aimara Quechua    |
|         |        | República Dominicana                                        | 1844        | 48 670           | 10 606 865    | 217,9    | Santo Domingo       | Español                   |
|         |        | San Cristóbal y Nieves Federación de San Cristóbal y Nieves | 1983        | 261              | 53 329        | 200,4    | Basseterre          | Inglés                    |
|         |        | San Vicente y las Granadinas                                | 1979        | 389              | 106 350       | 263,11   | Kingstown           | Inglés                    |
|         |        | Santa Lucía                                                 | 1979        | 616              | 167 464       | 226,9    | Castries            | Inglés                    |
|         |        | Surinam República de Surinam                                | 1975        | 163 820          | 595 824       | 3,57     | Paramaribo          | Neerlandés                |
|         |        | Trinidad y Tobago República de Trinidad y Tobago            | 1962        | 5128             | 1 320 479     | 238      | Puerto España       | Inglés                    |
|         |        | Uruguay República Oriental del Uruguay                      | 1828        | 176 215          | 3 286 314     | 19,0     | Montevideo          | Español                   |
|         |        | Venezuela República Bolivariana de Venezuela                | 1811        | 916 445          | 28 500 302    | 33,7     | Caracas             | Español                   |
|         |        |                                                             | Total       | 39 801 695       | 1 003 830 249 | 24,4     |                     |                           |

Datos de superficie y población consultados en The World Factbook Archivado el 10 de mayo de 2013 en Wayback Machine..

### Dependencias
Los territorios aquí expuestos dependen de otra nación en áreas como defensa, relaciones exteriores o comerciales. Los territorios dependientes de países de la Unión Europea están catalogados como países y territorios de ultramar, que no forman parte de la Unión, sino que tienen un estatuto de asociados a los Estados miembros desde el Tratado de Lisboa.
| Bandera | Escudo | Nombre/Nombre oficial                                            | Estatus | Estado         | Superficie (km²) | Población | Densidad | Capital                  | Idioma(s) oficial(es) |
| ------- | ------ | ---------------------------------------------------------------- | ------- | -------------- | ---------------- | --------- | -------- | ------------------------ | --------------------- |
|         |        | Anguila Territorio de ultramar                                   | 2002    | Reino Unido    | 91               | 16 752    | 184      | El Valle                 | Inglés                |
|         |        | Aruba Nación constitutiva                                        | 1986    | Países Bajos   | 180              | 113 648   | 631,3    | Oranjestad               | Neerlandés Papiamento |
|         |        | Bermudas Territorio de ultramar                                  | 2002    | Reino Unido    | 54               | 70 537    | 1306,2   | Hamilton                 | Inglés                |
|         |        | Bonaire Municipio especial                                       | 2010    | Países Bajos   | 288              | 18 905    | 65,6     | Kralendijk               | Neerlandés Papiamento |
|         |        | Isla Clipperton                                                  | 1931    | Francia        | 6                | 0         | 0        | -                        | -                     |
|         |        | Curazao País constituyente                                       | 2010    | Países Bajos   | 444              | 154 843   | 348,7    | Willemstad               | Neerlandés Papiamento |
|         |        | Groenlandia Región autónoma                                      | 2009    | Dinamarca      | 2 166 086        | 61 100    | 0,02     | Nuuk                     | Groenlandés           |
|         |        | Islas Caimán Territorio de ultramar                              | 2002    | Reino Unido    | 264              | 57 268    | 216,9    | George Town              | Inglés                |
|         |        | Islas Georgias del Sur y Sandwich del Sur Territorio de ultramar | 2002    | Reino Unido    | 3903             | 40        | 0,01     | King Edward Point        | Inglés                |
|         |        | Islas Malvinas Territorio de ultramar                            | 2002    | Reino Unido    | 12 173           | 2931      | 0,24     | Puerto Argentino/Stanley | Inglés                |
|         |        | Islas Turcas y Caicos Territorio de ultramar                     | 2002    | Reino Unido    | 948              | 51 430    | 54,2     | Cockburn Town            | Inglés                |
|         |        | Islas Vírgenes Británicas Territorio de ultramar                 | 2002    | Reino Unido    | 151              | 34 232    | 226,7    | Road Town                | Inglés                |
|         |        | Islas Vírgenes (EUA) Territorio no incorporado                   | 1917    | Estados Unidos | 346              | 102 951   | 297,5    | Carlota Amalia           | Inglés                |
|         |        | Montserrat Territorio de ultramar                                | 2002    | Reino Unido    | 102              | 5267      | 51,6     | Brades                   | Inglés                |
|         |        | Isla de Navaza Territorio no incorporado                         | 1857    | Estados Unidos | 5,4              | 0         | 0        | -                        | -                     |
|         |        | Puerto Rico Estado Libre Asociado                                | 1952    | Estados Unidos | 8870             | 3 578 056 | 403,3    | San Juan                 | Español Inglés        |
|         |        | Isla de Saba Municipio especial                                  | 2010    | Países Bajos   | 13               | 1424      | 109,5    | The Bottom               | Neerlandés            |
|         |        | San Bartolomé Colectividad de ultramar                           | 2007    | Francia        | 25               | 9131      | 365,2    | Gustavia                 | Francés               |
|         |        | San Eustaquio Municipio especial                                 | 2010    | Países Bajos   | 21               | 3300      | 154,1    | Oranjestad               | Neerlandés            |
|         |        | San Pedro y Miquelón Colectividad de ultramar                    | 2003    | Francia        | 242              | 6069      | 25,0     | San Pedro                | Francés               |
|         |        | San Martín País Constituyente                                    | 2010    | Países Bajos   | 34               | 35 035    | 1030,4   | Philipsburg              | Neerlandés            |
|         |        |                                                                  | Total   | 2 288 105      | 5 434 501        | 2,3       |          |                          |                       |

Datos de superficie y población consultados en The World factbook (enlace roto disponible en Internet Archive; véase el historial, la primera versión y la última). actualizados 1 junio de 2016.

### Territorios americanos integrados en estados no americanos
Los territorios asignados a este grupo pertenecen a la Región Ultraperiférica de la Unión Europea como parte indivisible de un estado de la Unión Europea.
| Bandera                                                   | Nombre/Nombre oficial                     | Estatus | Estado  | Superficie (km²) | Población | Habitantes por kilómetro cuadrado | Capital        | Idioma(s) oficial(es) |
| Francia                                                   | Francia                                   | Francia | Francia | Francia          | Francia   | Francia                           | Francia        | Francia               |
| --------------------------------------------------------- | ----------------------------------------- | ------- | ------- | ---------------- | --------- | --------------------------------- | -------------- | --------------------- |
| Bandera de Guadalupe (Francia) · Bandera de Unión Europea | Guadalupe Departamento de ultramar        | 1946    | Francia | 1706             | 403 314   | 236,4                             | Basse-terre    | Francés               |
| Bandera de Guayana Francesa · Bandera de Unión Europea    | Guayana Francesa Departamento de ultramar | 1946    | Francia | 91 000           | 259 109   | 2,8                               | Cayena         | Francés               |
| Bandera de Martinica · Bandera de Unión Europea           | Martinica Departamento de ultramar        | 1946    | Francia | 1100             | 413 417   | 375,8                             | Fort-de-France | Francés               |
| Bandera de Francia · Bandera de Unión Europea             | San Martín Colectividad de ultramar       | 2007    | Francia | 53               | 35 742    | 674,3                             | Marigot        | Francés               |

Datos de superficie y población consultados en The World factbook (enlace roto disponible en Internet Archive; véase el historial, la primera versión y la última). actualizados 1 junio de 2016.

## Demografía

### Población
Es el tercer continente más poblado después de Asia y África, también es uno de los menos densamente poblados, ello debido a su gran superficie. Tres cuartas partes de la población vive en ciudades.

#### Proyecciones
| Año  | Población Americana | Fuente |
| ---- | ------------------- | ------ |
| 2030 | 1 108 317 015       | [ 51 ] |
| 2040 | 1 175 798 360       | [ 51 ] |
| 2050 | 1 226 844 645       | [ 51 ] |
| 2060 | 1 271 187 625       | [ 51 ] |
| 2070 | 1 308 262 961       | [ 51 ] |
| 2080 | 1 337 113 297       | [ 51 ] |
| 2090 | 1 360 608 686       | [ 51 ] |
| 2100 | 1 388 539 180       | [ 51 ] |

#### Características de la población
La población en América varía según las condiciones de vida. La mayor parte de los habitantes de Latinoamérica son jóvenes de entre los 15 y 24 años de edad, y la esperanza de vida ha aumentado considerablemente llegando a variar entre los 70 y 80 años de edad.[cita requerida] Además, más de la mitad de la población en la mayoría de los países es rural. Cuba, Puerto Rico, Chile, Uruguay, Costa Rica y Argentina son los países de América Latina con una estructura demográfica relativamente envejecida, pues la población de 60 años o más es cercana, igual o superior al 10 %. En países como Bolivia, Haití, Honduras, Guatemala, Paraguay, Nicaragua, Panamá, República Dominicana y Venezuela, existe una mayor población juvenil, predominando los jóvenes de entre los 20 y 25 años de edad. Mientras en Perú, Ecuador, México, El Salvador, Colombia y Brasil también la mayoría de sus habitantes son jóvenes, aunque en los últimos años se ha experimentado un progresivo envejecimiento poblacional relacionado con la disminución de la natalidad por debajo del reemplazo generacional. Lo mismo ocurre en los departamentos ultramarítimos de Guadalupe, Guayana Francesa y Martinica (pertenecientes a Francia) y en países no latinos como Bahamas, Belice, Guyana, Jamaica, Surinam, las Pequeñas Antillas, Trinidad y Tobago, incluyendo las dependencias europeas como las Antillas Neerlandesas, Aruba, Bermudas etc. En Estados Unidos y Canadá la mayor parte de sus habitantes es adulta, superando a la población juvenil, asemejándose al proceso ocurrido en Europa, si bien en Canadá la situación es más pronunciada.

#### Diversidad de género
En América se presenta un equilibrio positivo entre hombres y mujeres, siendo la tasa de mujeres un 3 o 5 % más que los hombres en la mayoría de los países. En cuanto a la orientación sexual, América presenta un panorama de opiniones y puntos de vista que en unos países difieren de otros; por ejemplo, en muchos de los países de las Antillas, y algunos no latinos como Belice, Surinam y Guyana se manejan políticas donde los homosexuales son condenados a prisión, la única excepción es Puerto Rico que se halla dentro de los países más liberales y favorables en ese sentido, también en algunas dependencias de ultramar y en República Dominicana la homosexualidad es legal sin embargo este último no tiene leyes que los protejan. En el caso de Latinoamérica, en todos los países si es legal la diversidad sexual, aunque por un lado, en Panamá, Perú, Nicaragua, Bolivia, El Salvador, Paraguay, Guatemala y Honduras existen todavía actitudes homofóbicas y es aún considerado un tema tabú principalmente en los últimos, en cambio por otro lado en Uruguay, Argentina, Brasil, Costa Rica, Chile, Colombia, México, Ecuador y Venezuela hay una mayor aceptación de la homosexualidad principalmente en los primeros; a nivel continental Canadá y la región norte de los Estados Unidos (donde los estados son más liberales) tienen la mayor diversidad de orientación sexual y aceptación de esta. Actualmente, el matrimonio igualitario es legal en Canadá, Argentina, Brasil, Chile, Uruguay, Puerto Rico, Estados Unidos, Ecuador, Colombia y Costa Rica, y también en algunos estados de México.

### Etnografía
La población americana está constituida por mil millones de habitantes aproximadamente, descendientes de tres grandes grupos étnicos, así como por el mestizaje entre estos: amerindios y esquimales (que constituyeron los habitantes autóctonos de América); europeos (mayoritariamente de origen español, portugués, británico, francés, italiano, alemán, neerlandés, danés, eslavo e irlandés, entre otros, los cuales suman aproximadamente 573 millones de personas, equivalentes a un poco más del 50 % de la población americana) y suponiendo a su vez, el mayor grupo étnico americano; y africanos subsaharianos descendientes de esclavos. Hay también descendientes de otros inmigrantes, más recientes, sobre todo asiáticos, tanto del Medio como del Extremo Oriente.
Si bien es cierto, en mayor o en menor medida todos los países del continente poseen ascendencia europea, se considera culturalmente que esta es mayoritaria en países como Canadá y Estados Unidos, Uruguay, Argentina, Costa RicaCuba, Puerto Rico y Brasil. Sin embargo respecto los países latinoamericanos cuya mayoría de habitantes tienen fenotípicamente rasgos europeos predominantes, se ha observado que bajo pruebas genéticas poseen porcentajes notables de sangre amerindia y africana. Los problemas raciales en América han ido descendiendo a lo largo de la historia, especialmente en forma legal, ya que la esclavitud ha sido totalmente abolida en todos los países. No obstante, existe racismo hacia minorías de origen amerindio, africano o asiático en varios países de poblaciones predominantemente blancas.
Por otro lado, los países donde la población mayoritaria es de ascendencia mixta o mestiza (entre europeos e indígenas y africanos) serían Paraguay, El Salvador, Honduras, Panamá, Nicaragua, Ecuador, México, Chile y Colombia; en el caso de México y Honduras se suele tomar a la población indígena hispanizada o de ascendencia predominantemente indígena como mestizo. En Venezuela la población mestiza es casi la mitad de ese país, en otros países como Belice, República Dominicana, Perú, Guatemala, Brasil (pardos) y Bolivia los mestizos alcanzan dos quintos de la población de esos países.
Los países donde el porcentaje de amerindios tienen una importante influencia en la población son de mayor a menor Bolivia, Perú, Guatemala, Ecuador y México. En naciones como Uruguay, Cuba, República Dominicana y Haití casi no existen grupos indígenas nativos actualmente: el aporte indígena fue absorbido por la mayoría étnica de cada país en el momento de haber perdido la lengua materna. Por su parte, el aporte africano se encuentra presente con mayor fuerza en Haití, Jamaica, Trinidad y Tobago, Cuba, República Dominicana, Belice, Brasil, Colombia, Panamá, Ecuador y Estados Unidos. Mientras tanto, en países como Chile, El Salvador, México, Guatemala, Paraguay y Argentina el aporte africano fue absorbido por la mayoría étnica de cada país, sin embargo conservan minorías importantes.
Países como Estados Unidos, Canadá, Perú y Brasil poseen comunidades poblacionales de ascendencia asiática considerables (principalmente chinos y filipinos),[cita requerida] así ciudades como San Francisco, Los Ángeles, Nueva York, Seattle, Vancouver, Toronto, Lima y San Pablo tienen barrios enteros donde esta comunidad se consolida étnicamente. Por último países como Estados Unidos, Brasil, Ecuador, Costa Rica, Colombia, Chile, Venezuela y Argentina poseen comunidades de origen árabe importantes, principalmente las que provienen de Líbano, Siria, Jordania y comunidades sefardíes.[cita requerida]

### Idiomas

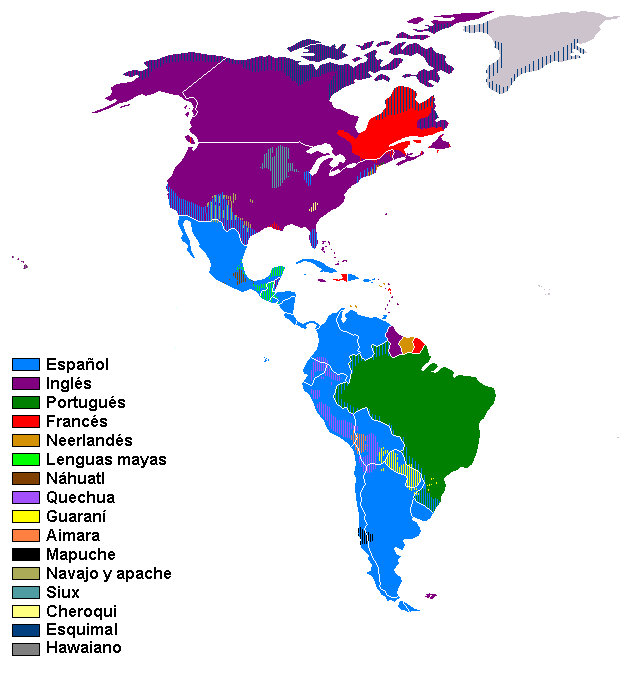
Idiomas más hablados y más importantes de América

El número total de idiomas de América sobrepasa con creces las cinco centenas, entre idiomas, dialectos y patois. Los principales idiomas son los correspondientes a los instaurados por los colonizadores europeos, seguidos por los idiomas de las principales culturas indígenas americanas.
- El español es hablado por más de 400 millones de personas, concentrándose principalmente en México, Centroamérica y Sudamérica. Existen además importantes comunidades hispanohablantes en Estados Unidos, Canadá y un poco en Brasil y algunas islas del Caribe. (Véase distribución geográfica del idioma español).
- El inglés es hablado como lengua materna por más de 350 millones de personas. Es el idioma más hablado en Estados Unidos, Canadá, Jamaica, Trinidad y Tobago, Guyana, y otras antiguas colonias o dependencias británicas en las Antillas Menores y el Atlántico sur. Es oficial en Belice (hablado por solo un 3 % de la población, pues el 50 % de la misma es de habla española) y Puerto Rico donde está presente como segundo idioma oficial. En la costa caribeña de América Central es común encontrar dialectos de origen inglés, principalmente criollo, que son conocidos como patois o lenguas costeñas, algunos ejemplos son el mekatelyu costarricense, el kriol nicaragüense y el beliceño.[61]
- El portugués en América es el idioma oficial únicamente de Brasil, con más de 200 millones de hablantes. Existen colonias importantes de inmigrantes brasileños y portugueses en Estados Unidos, Canadá y Venezuela aunque muy minoritarios.
- El francés es hablado en América por más de 20 millones de francófonos (menos numerosos que en Europa o África pero distribuidos en las tres Américas). En Norteamérica se habla en Canadá en donde es idioma oficial, hablado principalmente en las provincias de Quebec (donde es mayoritario) y en Nuevo Brunswick; en las islas San Pedro y Miguelón en donde también es idioma oficial (colectividad territorial francesa); y en parte de los Estados Unidos (Estados de Maine y Luisiana). En la región de Centroamérica y el Caribe: es oficial en Haití y en varias islas de las Antillas Menores como en los departamentos franceses de Guadalupe y Martinica, y en las islas de San Martín y San Bartolomé (colectividades territoriales francesas), y además se habla en Dominica y Santa Lucía. En Sudamérica: es oficial en el departamento francés de la Guayana Francesa.
- El quechua es la lengua indígena más hablada, con más de doce millones de personas. También es la más "internacional" de las lenguas originarias americanas, pues se habla en media docena de países. Es oficial en Bolivia y en el Perú, en las zonas en que esta lengua predomina.[62] También lo habla una considerable minoría en Ecuador (donde también es oficial a nivel territorial, junto al shuar), el sur de Colombia, todo el norte de Argentina y el norte de Chile.[63][64]
- Junto al quechua, el aimara es también oficial en Bolivia, mientras que en el Perú solo lo es donde prevalece.[65] Asimismo, el aimara constituye la primera lengua de un 18 % de la población de Bolivia, y es el principal idioma amerindio del sur peruano y el norte chileno. También hay hablantes de esta lengua en el norte de Argentina.[63][66]
- El creole es una lengua criolla basada principalmente en el francés, que es hablada en Haití. En Estados Unidos, República Dominicana, Bahamas y Turcas y Caicos hay un número considerable de inmigrantes haitianos que lo hablan.
- El guaraní es hablado por más de siete millones de personas, principalmente en Paraguay, donde es idioma oficial.
- Diversos idiomas nativos se hablan en la zona de Mesoamérica, como el náhuatl (hablado por 1,5 millones de personas en México), el quiché (hablado por 1,8 millones de personas en Guatemala y México), las lenguas mayenses (en conjunto habladas por cinco millones de personas en México y Centroamérica), el zapoteco (hablado en Oaxaca por unas 800 mil personas, sobre todo del Istmo de Tehuantepec, incluso muchas de ellas de origen europeo y árabe), el mixteco (hablado en Oaxaca y Guerrero por más de 500 mil personas) y el purépecha (el cual es hablado en Michoacán y es la lengua aislada de mayor número de hablantes en México, además de haber sido la lengua del antiguo imperio Tarasco), entre otras.
- El neerlandés es hablado en Surinam y es lengua oficial en las islas de Aruba, Bonaire, Curazao, San Martín (Países Bajos), San Eustaquio e Saba.
- En el territorio de Groenlandia es oficial el groenlandés.

Algunas otras lenguas poseen un importante peso demográfico sin ser oficiales, entre ellas:[cita requerida]
- El mapudungún es la lengua nativa hablada por cerca de 440 mil mapuches en Chile y Argentina.
- El wayú o guajiro es una lengua indígena hablada por algo más de 400 mil personas en Colombia y Venezuela.
- El papiamento es una lengua criolla hablada en las islas de Aruba, Bonaire y Curazao.
- Diversos idiomas, como el alemán y el italiano, son aún hablados por los inmigrantes que llegaron a América durante fines del siglo XIX y a lo largo del siglo XX. El alemán es hablado predominantemente en la Región Sur de Brasil, sur de Chile y en algunas regiones de la Argentina, Costa Rica Perú, Paraguay, México y Venezuela, entre otras. El bajo alemán es hablado en Paraguay, Costa Rica, México, Estados Unidos, Argentina, Canadá, Belice y Bolivia. El italiano es hablado en Estados Unidos, Canadá, Costa Rica, Argentina, Brasil, Perú, Chile, Uruguay, Venezuela, México y Ecuador.
- El véneto es hablado principalmente en México y Brasil.
- El portuñol es un pidgin hablado en las zonas fronterizas de los países hispanohablantes con Brasil. La mezcla de los idiomas español y portugués dan lugar a la variante llamada Portuñol.
- El japonés es hablado, en mayor grado, en Estados Unidos, en el Brasil y en el Perú, que son los países que albergan a la mayor cantidad de inmigrantes japoneses, aunque también lo hablan en los países con pequeñas colonias japonesas.
- El chino es hablado, principalmente, en el Perú, Estados Unidos, Canadá, Panamá, Costa Rica y Venezuela (que son los países con mayor cantidad de inmigrantes) y, en menor medida, en otros países del continente, como Colombia, Chile, México y Argentina.
- El galés es hablado en la patagónica provincia argentina de Chubut.
- El croata es hablado en Chile por la gran comunidad de inmigrantes que habitan en las regiones de Antofagasta y Magallanes.
- El idioma auxiliar esperanto es hablado por unas 300 mil personas en países de todo el continente, con concentraciones notables en Brasil, Argentina, Perú, Chile, Costa Rica, México, Uruguay, Paraguay, Venezuela, Colombia, Estados Unidos, Canadá y Cuba.[cita requerida]

En América, los idiomas más estudiados como segunda lengua son: El inglés, en los países hispanófonos y francófonos; y, el español y francés, en los países anglófonos.

### Religión
Históricamente, antes de la llegada de la colonización europea, la totalidad de la población era politeísta, con importantes rituales de origen maya, quechua, azteca, olmeca, etc. Con la llegada de los europeos, el cristianismo fue introducido en América, mientras el paganismo precolombino fue poco a poco desapareciendo, existen todavía Pequeñas minorías practicantes en países como México, Perú, Bolivia y Guatemala. No obstante a medida que los europeos traían esclavos africanos, se incorporaban otros rituales paganos como la santería, el vudú, etc., que tienen fuerte presencia en países como Estados Unidos, Brasil, Haití, República Dominicana, Cuba, Colombia y Panamá. Desde las últimas décadas del siglo XIX la mayoría de los países no tienen religión oficial.
Hoy en día, el cristianismo es la religión mayoritaria en todos los países del continente americano, pero con diferente manifestación. La religión principal dentro del cristianismo y de todo el contexto religioso de América, es el catolicismo. Históricamente, los países católicos han sido América Latina y del Caribe, mientras la América Anglosajona eran protestantes. Sin embargo, Canadá, pese a ser un país autodenominado «anglosajón», la religión católica es la mayoritaria porcentualmente. De mayor a menor, los países donde el catolicismo es profesado por más de un 60 % de la población serían Paraguay, Ecuador, México y Perú (con más de 80 %), Bolivia, Venezuela, Puerto Rico, Argentina, Colombia y Panamá (con más de 70 %) República Dominicana, Brasil y Costa Rica (con más de 60 %), los países donde entre un 50-59 % de su población es católica serían de mayor a menor Nicaragua, Chile, El Salvador, Honduras, y Haití, si bien los países donde es la creencia más grande pero menos del 50 % serían Guatemala, Cuba, Uruguay, Belice, y Canadá. En el caso de Estados Unidos, la población católica representa un cuarto de la población de ese país.
El segundo grupo cristiano más grande es el protestantismo, y es la religión mayoritaria en Estados Unidos, Jamaica y Guyana. En Estados Unidos los estados del suroeste pertenecen a la Iglesia Bautista, mientras Nueva Inglaterra a la Iglesia Anglicana, los estados de Dakota del Norte y Dakota del Sur a la Iglesia Metodista y el noroeste tiene presencia de Iglesias neopentecostales. Canadá fue en décadas anteriores un país protestante para la primera mitad del siglo XX, aunque el catolicismo volvió a agarrar auge en la década de 1960, volviendo a ser un país católico como lo fue en el siglo XIX. Sin embargo, el protestantismo en ese país representa casi el 30 %. En el caso de América Latina, la población protestante es minoría, aunque es creciente y agarra fuerza en esos países. Por ejemplo, Guatemala cuenta con un 40 % de protestantes, seguido por Honduras con un 35 %, Belice 33,2 %, El Salvador 30 % (países con más del 30 % de protestantes) mientras países que superan el 20 % serían Nicaragua 26,5 %, Puerto Rico 24 %, Haití 23 %, Brasil 22,2 % y Colombia 21 %, caso contrario los países menos protestantes son Argentina con 9 %, Paraguay 8 %, México 7,4 %, Ecuador 6 % y Cuba 5 %.
En países como Brasil, Haití, Colombia, Cuba y Panamá se suele mezclar los rituales del vudú y de la santería con el catolicismo, así como en México, Ecuador, Guatemala, Perú y Bolivia se mezclan rituales indígenas junto con el catolicismo, denominando a cada uno un sincretismo religioso. Cabe mencionar que la secularización ha avanzado en la sociedad, principalmente en los países más desarrollados de la región o con alta democracia. Los países donde la población que se declara atea o agnóstica esta elevada por más del 40 % son Cuba 45 % y Uruguay 40,5 %, en Canadá alrededor del 30,7 % se declara sin religión, mientras en Chile van casi por la cuarta parte de ese país. Otro país donde hay un incremento notable de número de ateos o no creyentes es Estados Unidos con un 18 % seguido de cerca por Argentina donde una encuesta nacional (CONICET) dice que el 15 % no tiene religión siendo el segundo grupo más grande después de los católicos. En contraste, los países donde casi toda su población (arriba del 95 %) es religioso son Paraguay 98 %, Puerto Rico 97 %, Haití 96 %, Bolivia 96 %, Ecuador 95,5 % y Perú 94,9 %. Debido a la inmigración de Oriente Medio y Asia Oriental, existen minorías de practicantes del islamismo, judaísmo, budismo, confucianismo, la Fe Baha'i, entre otras religiones.

## Economía
En exportaciones e importaciones, en 2020, Estados Unidos fue el segundo exportador más grande del mundo (US $ 1,64 billones) y el mayor importador (US $ 2,56 billones). México fue el décimo mayor exportador e importador. Canadá fue el duodécimo exportador e importador más grande. Brasil fue el 24.º mayor exportador y el 28.º mayor importador. Chile fue el 45.º mayor exportador y el 47.º mayor importador. Argentina fue el 46.º mayor exportador y el 52.º mayor importador. Colombia fue el 54.º mayor exportador y el 51.º mayor importador; entre otros.
La agricultura del continente es muy fuerte y variada. Países como Estados Unidos, Brasil, Canadá, México y Argentina se encuentran entre los mayores productores agrícolas del planeta. En 2019, el continente dominó la producción mundial de soja (casi el 90% del total mundial, con Brasil, Estados Unidos, Argentina, Paraguay, Canadá y Bolivia entre los 10 más grandes del planeta), caña de azúcar (cerca del 55% del total mundial, con Brasil, México, Colombia y Guatemala entre los 10 más grandes del planeta), café (cerca del 55% del total mundial, con Brasil, Colombia, Honduras, Perú y Guatemala entre los 10 más grandes del planeta) y maíz (cerca del 48% del total mundial, con Estados Unidos, Brasil, Argentina y México entre los 10 más grandes del planeta). El continente también produce casi el 40% de naranja (con Brasil, EE. UU. Y México entre los 10 mayores productores), cerca del 37% de piña (con Costa Rica, Brasil, México y Colombia entre los 10 mayores productores), cerca del 35% de limón (con México, Argentina y Brasil entre los 10 mayores productores) y cerca del 30% de algodón (con EE. UU., Brasil, México y Argentina entre los 10 principales productores), entre varios otros productos.
En ganadería, América también tiene producciones gigantes. En 2018, el continente produjo alrededor del 45% de la carne de vacuno del mundo (con EE. UU., Brasil, Argentina, México y Canadá entre los 10 mayores productores del mundo); aproximadamente el 36% de la carne de pollo del mundo (con EE. UU., Brasil y México entre los 10 mayores productores del mundo), y aproximadamente el 28% de la leche de vaca del mundo (con EE. UU. y Brasil entre los 10 mayores productores del mundo), entre otros productos.
En términos industriales, el Banco Mundial enumera los principales países productores cada año, sobre la base del valor total de la producción. Según la lista de 2019, Estados Unidos tiene la segunda industria más valiosa del mundo (US $ 2,3 billones), México tiene la 12.ª industria más valiosa del mundo (US $ 217,8 mil millones), Brasil tiene la 13.ª industria más valiosa en del mundo (US $ 173,6 mil millones), Canadá tiene la 15.ª industria más valiosa del mundo (US $ 151,7 mil millones), Venezuela la 30 más grande (US $ 58,2 mil millones, pero depende del petróleo para obtener esta cantidad), Argentina fue la 31 más grande ($ 57.7 mil millones), Colombia el 46.º más grande ($ 35.4 mil millones), Perú el 50.º más grande ($ 28.7 mil millones) y Chile el 51.º más grande ($ 28, 3 mil millones), entre otros.
En la producción de petróleo, el continente tuvo 8 de los 30 mayores productores mundiales en 2020: Estados Unidos (1 °), Canadá (4 °), Brasil (8 °), México (14 °), Colombia (20 °), Venezuela (26 º), Ecuador (27 º) y Argentina (28 º).
En la producción de gas natural, el continente tuvo 8 de los 32 mayores productores mundiales en 2015: Estados Unidos (1.º), Canadá (5.º), Argentina (18.º), Trinidad y Tobago (20.º), México (21.º), Venezuela (28.º), Bolivia (31.º) y Brasil (32.º).
En la producción de carbón, el continente tuvo 5 de los 30 mayores productores mundiales en 2018: Estados Unidos (3.º), Colombia (12.º), Canadá (13.º), México (24.º) y Brasil (27.º).
En la producción de vehículos, el continente tuvo 5 de los 30 mayores productores mundiales en 2019: Estados Unidos (2 °), México (7 °), Brasil (9 °), Canadá (12 °) y Argentina (28 °).
En la producción de acero, el continente tuvo 5 de los 31 mayores productores mundiales en 2019: Estados Unidos (4.º), Brasil (9.º), México (15.º), Canadá (18.º) y Argentina (31.º).
En minería, el continente tiene grandes producciones de oro (principalmente en Estados Unidos, Canadá, Perú, México, Brasil y Argentina); plata (principalmente en México, Perú, Chile, Bolivia, Argentina y EE. UU.) cobre (principalmente en Chile, Perú, EE. UU., México y Brasil); platino (Canadá y EE. UU.) mineral de hierro (Brasil, Canadá, EE. UU., Perú y Chile); zinc (Perú, EE. UU., México, Bolivia, Canadá y Brasil); molibdeno (Chile, EE. UU., Perú, México y Canadá); litio (Chile, Argentina, Brasil y Canadá); plomo (Perú, EE. UU., México y Bolivia); bauxita (Brasil, Jamaica, Canadá y EE. UU.) estaño (Perú, Bolivia y Brasil); manganeso (Brasil y México); antimonio (Bolivia, México, Guatemala, Canadá y Ecuador); níquel (Canadá, Brasil, República Dominicana, Cuba y EE. UU.) niobio (Brasil y Canadá); renio (Chile y EE. UU.) yodo (Chile), entre otros.
| Rango | País                         | Millones de USD |
| ----- | ---------------------------- | --------------- |
| 1     | Estados Unidos               | 22.675.271      |
| 2     | Brasil                       | 3.328.459       |
| 3     | México                       | 2.613.797       |
| 4     | Canadá                       | 1,978,816       |
| 5     | Argentina                    | 1.015,008       |
| 6     | Colombia                     | 780,262         |
| 7     | Chile                        | 491,535         |
| 8     | Perú                         | 439,262         |
| 9     | República Dominicana         | 208,957         |
| 10    | Ecuador                      | 201,194         |
| 11    | Guatemala                    | 158,570         |
| 12    | Venezuela (2020)             | 144,737         |
| 13    | Panamá                       | 131,807         |
| 14    | Cuba (2017)                  | 128,500         |
| 15    | Costa Rica                   | 107,095         |
| 16    | Bolivia                      | 105,063         |
| 17    | Paraguay                     | 98,929          |
| 18    | Uruguay                      | 83,170          |
| 19    | El Salvador                  | 57,952          |
| 20    | Honduras                     | 57,649          |
| 21    | Nicaragua                    | 36,964          |
| 22    | Trinidad y Tobago            | 36,413          |
| 23    | Haití                        | 34,189          |
| 24    | Jamaica                      | 28,209          |
| 25    | Guyana                       | 18,357          |
| 26    | Bahamas                      | 13,254          |
| 27    | Surinam                      | 8,992           |
| 28    | Barbados                     | 4,136           |
| 29    | Belice                       | 2,626           |
| 30    | Santa Lucía                  | 2,539           |
| 31    | Antigua y Barbuda            | 1,804           |
| 32    | Granada                      | 1,747           |
| 33    | San Vicente y las Granadinas | 1,418           |
| 34    | San Cristóbal y Nieves       | 1,196           |
| 35    | Dominica                     | 841             |

| Rango | País                         | USD           |
| ----- | ---------------------------- | ------------- |
| 1     | Estados Unidos               | 68,309        |
| 2     | Canadá                       | 51,713        |
| 3     | Bahamas                      | 34,046        |
| 4     | Panamá                       | 30,388        |
| 5     | Trinidad y Tobago            | 25,883        |
| 6     | Chile                        | 24,948        |
| 7     | Uruguay                      | 23,474        |
| 8     | Guyana                       | 23,258        |
| 9     | Argentina                    | 22,141        |
| 10    | San Cristóbal y Nieves       | 20,730        |
| 11    | Costa Rica                   | 20,667        |
| 12    | México                       | 20,266        |
| 13    | República Dominicana         | 19,800        |
| 14    | Antigua y Barbuda            | 18,126        |
| 15    | Brasil                       | 15,643        |
| 16    | Colombia                     | 15,184        |
| 17    | Granada                      | 14,779 (2017) |
| 18    | Surinam                      | 14,703        |
| 19    | Barbados                     | 14,329        |
| 20    | Santa Lucía                  | 13,942        |
| 21    | Paraguay                     | 13,454        |
| 22    | Perú                         | 12,985        |
| 23    | San Vicente y las Granadinas | 12,811        |
| 24    | Ecuador                      | 11,331        |
| 25    | Dominica                     | 11,231        |
| 26    | Jamaica                      | 10,294        |
| 27    | El Salvador                  | 8,891         |
| 28    | Bolivia                      | 8,832         |
| 29    | Guatemala                    | 8,648         |
| 30    | Belice                       | 6,133         |
| 31    | Honduras                     | 5,700         |
| 32    | Nicaragua                    | 5,648         |
| 33    | Haití                        | 2,962         |
| 34    | Venezuela                    | *             |
| 35    | Cuba                         | *             |

### Monedas

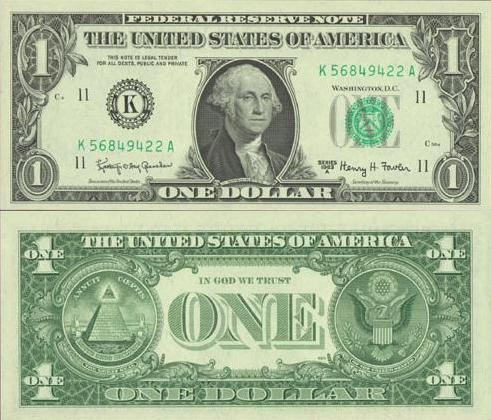
Billete de un dólar estadounidense (utilizado en los Estados Unidos y otros países de América)

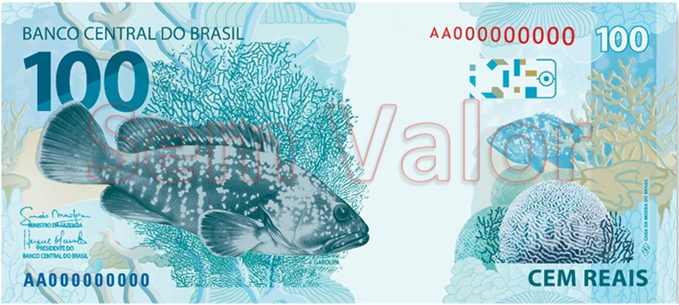
Billete de 100 reales brasileños (utilizado en Brasil)

| País | Moneda                                                                   |
| --- | ------------------------------------------------------------------------ |
| Anguila, Antigua y Barbuda, Dominica, Granada, Montserrat, San Cristóbal y Nieves, San Vicente y las Granadinas, y Santa Lucía                                | Dólar del Caribe Oriental (EC$; XCD)                                     |
| Argentina | Peso argentino ($; ARS)                                                  |
| Aruba | Florín arubeño (AWG)                                                     |
| Bahamas | Dólar bahameño (B$; BSD)                                                 |
| Barbados | Dólar barbadense (Bds$; BBD)                                             |
| Belice | Dólar beliceño (Bz$; BZD)                                                |
| Bermudas | Dólar bermudeño (BD$, BM$; BMD)                                          |
| Bolivia | Boliviano (Bs.; BOB)                                                     |
| Brasil | Real (R$; BRL)                                                           |
| Canadá | Dólar canadiense (C$; CAD)                                               |
| Chile | Peso chileno ($; CLP)                                                    |
| Colombia | Peso colombiano ($, COL$; COP)                                           |
| Costa Rica | Colón (₡; CRC)                                                           |
| Cuba | Peso cubano (CUP), Peso cubano convertible (CUC)                         |
| Curazao San Martín | Florín antillano neerlandés                                              |
| República Dominicana | Peso dominicano ($, RD$; DOP)                                            |
| Caribe Neerlandés Ecuador, El Salvador, Estados Unidos, Islas Turcas y Caicos, Islas Vírgenes Británicas, Islas Vírgenes de los Estados Unidos, y Puerto Rico | Dólar estadounidense ($; USD)                                            |
| Groenlandia | Corona danesa (DKK)                                                      |
| Guadalupe, Guayana Francesa, Martinica, San Bartolomé, San Martín y San Pedro y Miquelón                                                                      | Euro (€; EUR)                                                            |
| Guatemala | Quetzal (GTQ)                                                            |
| Guyana | Dólar guyanés (GYD)                                                      |
| Haití | Gourde (HTG)                                                             |
| Honduras | Lempira (HNL)                                                            |
| Islas Caimán | Dólar de las Islas Caimán                                                |
| Islas Georgias del Sur y Sandwich del Sur, e Islas Malvinas                                                                                                   | Libra malvinense (£, FL£; FKP)                                           |
| Jamaica | Dólar jamaiquino ($, J$, JA$; JMD)                                       |
| México | Peso mexicano ($; MXN)                                                   |
| Nicaragua | Córdoba (C$; NIO)                                                        |
| Panamá | Balboa (oficial) (B/.; PAB); Dólar estadounidense (curso legal) ($; USD) |
| Paraguay | Guaraní (PYG)                                                            |
| Perú | Sol (S/; PEN)                                                            |
| Surinam | Dólar surinamés (SRD)                                                    |
| Trinidad y Tobago | Dólar trinitense ($, TT$; TTD)                                           |
| Uruguay | Peso uruguayo ($; UYU)                                                   |
| Venezuela | Bolívar (Bs.S; VES)                                                      |

### Población extranjera por país
| País                 | inmigrantes (cant.) | inmigrantes (%) | Países originarios                                               |
| -------------------- | ------------------- | --------------- | ---------------------------------------------------------------- |
| Argentina            | 1 954 100           | 4,74 %          | Paraguay, Italia, España, Bolivia, Perú                          |
| Venezuela            | 1 505 787           | 5,45 %          | Colombia, España, Portugal, Italia, Perú                         |
| México               | 1 224 169           | 0,99 %          | Estados Unidos, España, Guatemala, Argentina, Francia            |
| Chile                | 1 119 267           | 6,1%            | Perú, Colombia, Bolivia, Venezuela, Haití                        |
| Brasil               | 938 833             | 0,46 %          | Portugal, Japón, Italia, España, Alemania                        |
| República Dominicana | 524 632             | 5,06 %          | Haití, Estados Unidos, España, Puerto Rico, Italia               |
| Costa Rica           | 387 243             | 9,05 %          | Nicaragua, Colombia, Estados Unidos, China, Países Bajos Bélgica |
| Puerto Rico          | 350 105             | 10, %           | República Dominicana, Cuba, Francia, España, Estados Unidos      |
| Panamá               | 224 000             | 6,7 %           | Estados Unidos, Colombia, China, Jamaica, España                 |
| Uruguay              | 194 000             | 2,67 %          | España, Argentina, Brasil, Italia, Japón                         |
| Ecuador              | 131 944             | 0,88 %          | Colombia, Perú, Venezuela, Brasil, Argentina                     |
| Colombia             | 120 347             | 0,25 %          | Venezuela, Estados Unidos, Ecuador, España, Perú                 |
| Guatemala            | 103 100             | 0,65 %          | El Salvador, México, Estados Unidos, Alemania, Corea del Sur     |
| Paraguay             | 101 174             | 1,35 %          | Brasil, Argentina, Bolivia, Estados Unidos, Chile                |
| Perú                 | 99 610              | 0,21 %          | Estados Unidos, China, Bolivia, Argentina, España                |
| Bolivia              | 87 338              | 1,06 %          | Argentina, Brasil, México, Perú, Chile                           |
| Cuba                 | 59 410              | 0,53 %          | España, México, Estados Unidos, Venezuela, Rusia                 |
| El Salvador          | 51 010              | 0,77 %          | Honduras, Guatemala, México, Nicaragua, España                   |
| Nicaragua            | 40 911              | 0,69 %          | Venezuela, Estados Unidos, El Salvador, Costa Rica, España       |
| Honduras             | 32 815              | 0,4 %           | El Salvador, Nicaragua, Estados Unidos, Colombia, Italia         |
| Belice               | 15 727              | 4,71 %          | Guatemala, Estados Unidos, Reino Unido, Canadá, Bahamas          |
| Haití                | 9866                | 4,71 %          | República Dominicana, Jamaica, Canadá, Francia, Cuba             |

### Países por Índice de Desarrollo Humano (IDH)
| Desarrollo Humano Muy Alto | Desarrollo Humano Muy Alto   | Desarrollo Humano Muy Alto | Desarrollo Humano Muy Alto |
| Puesto                     | País                         | IDH                        | Puesto mundial             |
| -------------------------- | ---------------------------- | -------------------------- | -------------------------- |
| 1                          | Canadá                       | 0,929                      | 16                         |
| 2                          | Estados Unidos               | 0,926                      | 17                         |
| 3                          | Chile                        | 0,851                      | 43                         |
| 4                          | Argentina                    | 0,845                      | 46                         |
| 5                          | Uruguay                      | 0,817                      | 55                         |
| 6                          | Panamá                       | 0,815                      | 57                         |
| 7                          | Bahamas                      | 0,814                      | 58                         |
| 7                          | Barbados                     | 0,814                      | 58                         |
| 9                          | Costa Rica                   | 0,810                      | 62                         |
| Desarrollo Humano Alto     |                              |                            |                            |
| Puesto                     | País                         | IDH                        | Puesto mundial             |
| 10                         | Trinidad y Tobago            | 0,796                      | 67                         |
| 11                         | Cuba                         | 0,783                      | 70                         |
| 12                         | Granada                      | 0,779                      | 74                         |
| 12                         | México                       | 0,779                      | 74                         |
| 12                         | San Cristóbal y Nieves       | 0,779                      | 74                         |
| 15                         | Antigua y Barbuda            | 0,778                      | 78                         |
| 16                         | Perú                         | 0,777                      | 79                         |
| 17                         | Colombia                     | 0,767                      | 83                         |
| 18                         | Brasil                       | 0,765                      | 84                         |
| 20                         | Ecuador                      | 0,759                      | 86                         |
| 20                         | Santa Lucía                  | 0,759                      | 86                         |
| 21                         | República Dominicana         | 0,756                      | 88                         |
| 22                         | Dominica                     | 0,742                      | 94                         |
| 24                         | San Vicente y las Granadinas | 0,738                      | 97                         |
| 24                         | Surinam                      | 0,738                      | 97                         |
| 25                         | Jamaica                      | 0,734                      | 101                        |
| 26                         | Paraguay                     | 0,728                      | 103                        |
| 27                         | Bolivia                      | 0,718                      | 107                        |
| 28                         | Belice                       | 0,716                      | 110                        |
| 29                         | Venezuela                    | 0,711                      | 113                        |
| Desarrollo Humano Medio    |                              |                            |                            |
| Puesto                     | País                         | IDH                        | Puesto mundial             |
| 30                         | Guyana                       | 0,682                      | 122                        |
| 31                         | El Salvador                  | 0,673                      | 124                        |
| 32                         | Guatemala                    | 0,663                      | 127                        |
| 33                         | Nicaragua                    | 0,660                      | 128                        |
| 34                         | Honduras                     | 0,634                      | 132                        |
| Desarrollo Humano Bajo     |                              |                            |                            |
| 35                         | Haití                        | 0,510                      | 170                        |

## Cultura
Atendiendo a sus características culturales y económicas, el continente se puede dividir en América Latina y América Anglosajona. A su vez, América Latina se puede dividir entre Hispanoamérica, Brasil y la América francófona.

### América Anglosajona
América Anglosajona, ubicada al norte, está conformada por dos grandes países: Estados Unidos y Canadá. En ellos que se habla principalmente el idioma inglés y se profesan mayoritariamente religiones protestantes, con la excepción de algunas regiones de habla francesa y religión católica en Canadá. Ambos tienen alto porcentaje de población urbana. En el aspecto económico son países con grandes valores de producto interno bruto total y por habitante, una economía tempranamente industrializada y muy altos índices de desarrollo humano (dentro de los 10 más altos del mundo). En esta zona se puede incluir Groenlandia, relacionada con Dinamarca, de lengua también germánica que comparte algunas de las características mencionadas.

### América Latina
América Latina, ubicada al sur, con países donde se hablan principalmente castellano y portugués y se profesa mayoritariamente la religión católica. Tiene mayores porcentajes de población rural que EE. UU. y Canadá. En sus economías tiene un mayor peso el sector primario o extractivo (agricultura, ganadería, etc). La mayoría de los países están escasamente industrializados o solo recientemente industrializados salvo en los casos de México, Brasil y Argentina que cuentan con una industria más pujante y en desarrollo que en el resto de los países de la zona, menores valores PIB per cápita y menores índice de desarrollo humano (algunos países, con índices muy bajos).
La ubicación de los pequeños países y dependencias de lengua y tradición no latina del Caribe y la zona tropical es un asunto en discusión. Por sus características lingüísticas y culturales, países como Bahamas, Belice, Guyana, Jamaica, Trinidad y Tobago y otros países de las Pequeñas Antillas pueden incluirse en América Anglosajona. Sin embargo hay la posibilidad de incorporación del Caribe al concepto de América Latina por sus relaciones históricas comunes, por formas de desarrollo cultural similares. Así se incluiría al Caribe inglés y neerlandés. Estos países y dependencias comparten la realidad económica del resto de América Latina. Desde este último criterio habría un límite claro entre las dos Américas que sería la frontera entre EE. UU. y México y el estrecho de Florida que separa EE. UU. de Cuba.